# Revolución sexual

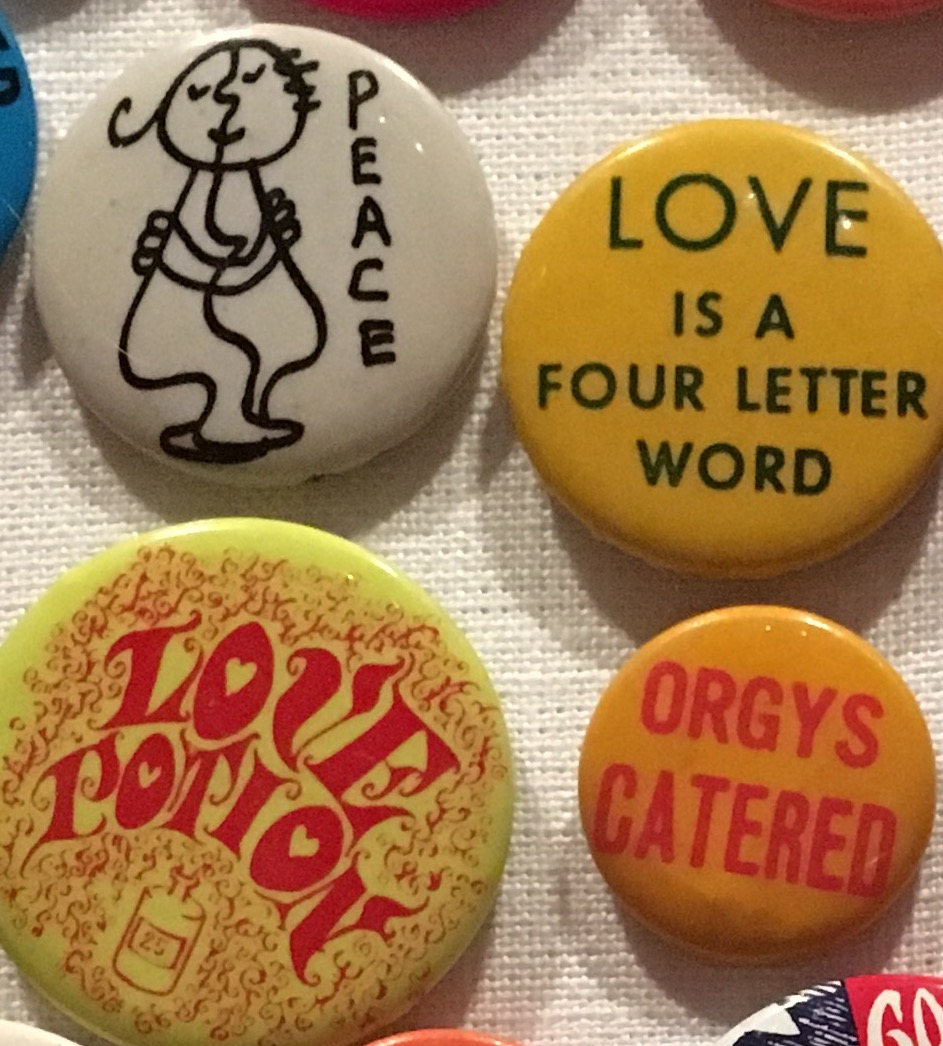
Botones de la revolución sexual.

El término revolución sexual o liberación sexual hace referencia al profundo y generalizado cambio ocurrido durante la segunda mitad del siglo XX en numerosos países del mundo occidental desafiando los códigos tradicionales relacionados con la concepción de la moral sexual, el comportamiento sexual humano, y las relaciones sexuales. La liberación sexual tuvo su inicio en la década de 1960 y su máximo desarrollo entre 1970 y 1980, aunque sus consecuencias y extensión siguen vigentes y en pleno desarrollo.
La revolución sexual se identifica con la igualdad entre los sexos, el feminismo, los métodos anticonceptivos así como la contestación social y política. Muchos de los cambios revolucionarios en las normas sexuales de este período se han convertido con el paso de los años en normas aceptadas, legítimas y legales en el comportamiento sexual.
La liberación sexual supuso la reivindicación y recuperación plena del cuerpo humano y su desnudez, de la sexualidad como parte integral de la condición humana individual y social cuestionando el papel tradicional de la mujer y por tanto del hombre y de la institución por excelencia, el matrimonio.
La revolución sexual ha propiciado la generalización de todo tipo de relaciones sexuales y la aceptación general de las relaciones sexuales prematrimoniales, el reconocimiento y normalización de la homosexualidad y otras formas de sexualidad. Asimismo se ha producido un aumento de las parejas de hecho -uniones sin matrimonio-, el retraso en la edad de contraer matrimonio, la aparición de hijos fuera del matrimonio, uniones civiles y matrimonio entre personas del mismo sexo, así como la aparición de nuevos tipos de familias (familias monoparentales y familias homoparentales).
La liberación sexual ha sido posible gracias a la difusión y uso generalizado de métodos anticonceptivos (píldora anticonceptiva, DIU, preservativo, anticoncepción de emergencia) así como de la legalización, en numerosos países, de plazos para la práctica del aborto a petición libre de la mujer. Estas prácticas han separado en la práctica la sexualidad de la reproducción.

## Antecedentes
Entre los antecedentes más antiguos de la revolución sexual se encuentran distintas corrientes filosóficas que planteaban varias reformas relacionadas con la libertad y la advocación de la naturalidad del comportamiento sexual humano, reformas que correspondían a la visión política del humanismo antropocéntrico asimilado en la Era del Renacimiento y la Ilustración. En la Europa de la Ilustración se plantearon diversas cuestionantes sobre la tolerancia a la naturalidad del comportamiento sexual, caracterizado por una respuesta cíclica que entendía la tolerancia y la represión, es decir, consideraban al comportamiento sexual humano como intrínseco a la naturaleza humana, pero consideraban algunas de sus manifestaciones como crímenes sexuales cuando dicho comportamiento no se apegaba a la estructura de la sociedad o los designios de la religión. Se centraban en clasificaciones del sexo por su carácter «criminal» (adulterio, poligamia, fornicación, abuso sexual, prostitución) y por su carácter «innatural» (masturbación, sodomía, zoofilia, y abuso sexual infantil).
En aspectos morales se presuponía la existencia regular de actividad sexual, entre las parejas sexuales unidas en matrimonio, con el principal propósito de la procreación y la satisfacción principal de la figura masculina, colocando a la figura femenina del matrimonio como un objeto meramente sexual a merced de la figura masculina (llevando en muchas ocasiones a situaciones de violencia y abuso sexual, porque su estatus social y legal dependía completamente del hombre en el matrimonio). Existía la norma sexual que estipulaba moralmente la forma ideal en que los matrimonios debían ser conformados, estableciendo matrimonios heterosexuales donde ambos involucrados perteneciesen al mismo estrato socioeconómico y a la misma raza o etnia de origen, bajo ciertos criterios en las diferencias de edades y sin verse involucrados aspectos como la consanguinidad. Esta norma sexual también preveía la decencia sexual y la castidad como elementos fundamentales en la convivencia social de una persona en matrimonio, o fuera de este; esto establece la inmoralidad de la fornicación y la dignificación social de actitudes como la no promiscuidad y la abstinencia sexual anterior al matrimonio.
La visión filosófica de Tomás de Aquino colocaba a la templanza como una virtud esencial en la vida sexual humana, considerando a la sexualidad humana como un designio de la divinidad y una inclinación natural que aseguraba la estabilidad corporal, por lo que no consideraba a la práctica de la sexualidad humana como un acto inmoral o de maldad. Esto se apegaba únicamente cuando estaba integrada dentro del matrimonio y no se veía relacionada con la sexualidad que se consideraba moralmente como innatural o criminal como el abuso sexual infantil, la masturbación, la zoofilia y la sodomía. La vida religiosa, en cambio, restringía la naturalidad sexual y obligaba al celibato, aunque también representó una alternativa común para hombres y mujeres que no deseaban vivir en matrimonio y se retiraban así a monasterios y conventos.[cita requerida]
Estos nuevos conceptos filosóficos fueron principalmente apreciados en la creación artística de carácter erótico, entre la que figuran artes como la literatura, la escultura y la pintura. El erotismo y el homoerotismo en las artes han estado presentes en corrientes artísticas tan antiguas como las representaciones del culto totémico en asentamientos humanos primitivos. En el periodo clásico grecorromano, las representaciones eróticas contenían temas diversos como la prostitución, el sexo vaginal, el sexo anal, el amor griego y las orgías. El desnudo en el arte clásico se debe a la prevalencia de la filosofía antropocentrista que colocaba a la excelencia natural y la belleza como atributos del cuerpo humano. El desnudo era habitual en las representaciones artísticas, siendo el desnudo considerado como un tipo de excelencia sobre la feminidad y la masculinidad; en el desnudo femenino se percibían atributos como la fertilidad y la belleza, mientras que el desnudo masculino evocaba atributos como la fuerza física y la virilidad. Con la dominación del Cristianismo en Europa se frena dramáticamente la producción de arte erótico para ser sustituido por exuberantes alegorías hacia la divinidad y las hazañas épicas de los héroes medievales.
El Decamerón (1353) de Giovanni Boccaccio significó la reintroducción de la ficción erótica en el período post-clásico, dicho título contenía temáticas eróticas como el coqueteo con monjas. Otros títulos pioneros en la ficción erótica incluyen el Facetiae (siglo XV) de Gian Francesco Poggio Bracciolini, Historia de Duobus Amantibus (1444) de Pío II y el Heptamerón (1558) de Margarita de Navarra. En el arte del Renacimiento y el Barroco, se retomó la estética clásica del desnudo humano, colocándolo de nuevo como tipo de perfección divina. En el Renacimiento, artistas que incluyeron el erotismo en sus obras incluyeron: Agostino Carracci, Hans Baldung, Miguel Ángel, Tiziano, Rembrandt y Giacomo Caraglio.

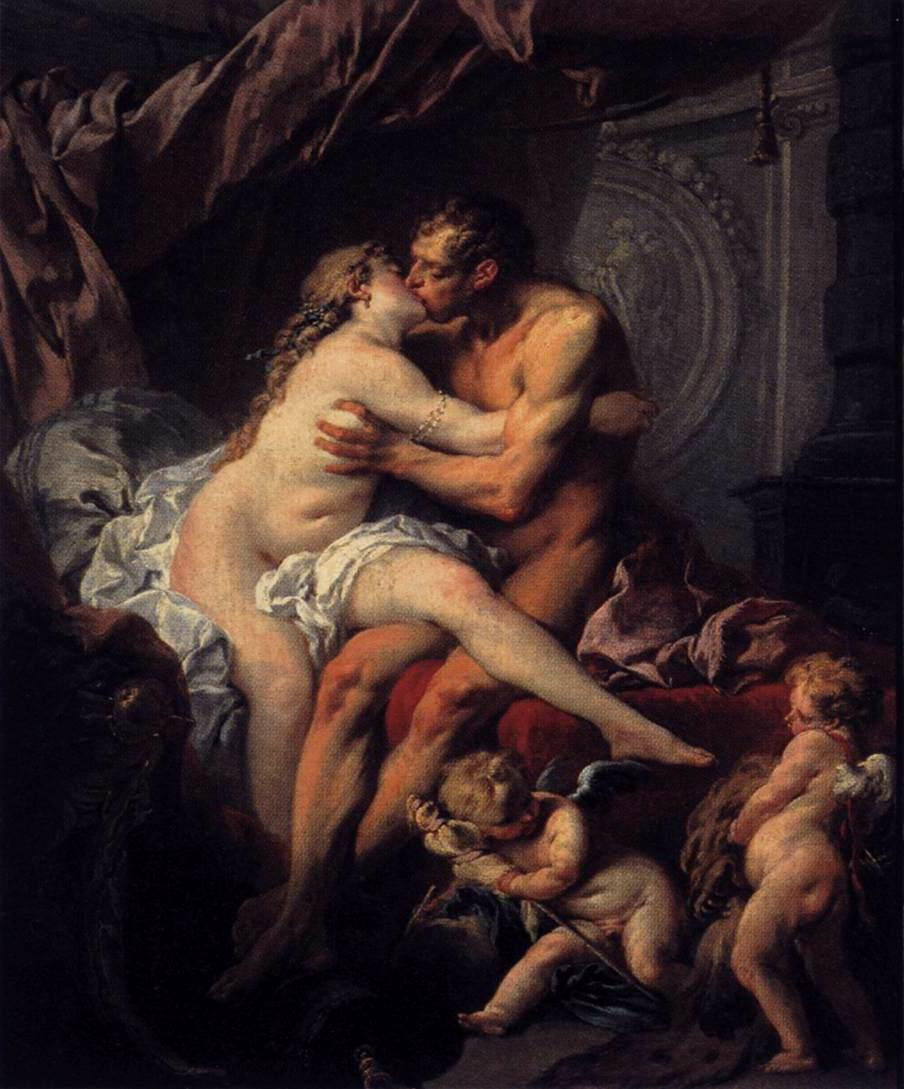
Hércules y Onfale (1735) de François Boucher.

En el siglo XVIII prosperó el arte erótico con la introducción del arte Rococó, cuyo erotismo era principalmente sutil y discreto. En la literatura se considera a Erotopolis: The Present State of Bettyland (1684) de Charles Cotton como una novela revolucionaria relacionada con la corriente del erotismo en la literatura que marcó el siglo XVIII y el siglo XIX. Algunas novelas eróticas del siglo XVIII incluyen: La Souriciere. The Mousetrap. A Facetious and Sentimental Excursion through part of Austrian Flanders and France (1794) de «Timothy Touchit», Les bijoux Indiscrets (1747) de Denis Diderot, Thérèse Philosophe (1748) de Jean-Baptiste de Boyer y Fanny Hill (1748) de John Cleland, el último relacionado ampliamente con el desarrollo de la revolución sexual del siglo XX. Exponentes filosóficos como el Marqués de Sade fueron importantes para el desarrollo de la literatura erótica, cuyas obras literarias como Justine o los infortunios de la virtud (1787) y Los 120 días de Sodoma (1785), se caracterizan por presentar escenarios altamente eróticos, normalmente acompañados de otras situaciones sociales como el crimen y las ofensas de naturaleza sexual.
En la creación artística, resurge la adoración hacia el cuerpo humano, su naturaleza sexual y su erotismo. En el siglo XVIII el erotismo se representa en el arte de manera sutil, aunque enfoques posteriores cargados de sátira resultaran obscenos, así se aprecia en las obras artísticas de Thomas Rowlandson, que poseían un carácter principalmente enfocado a lo lascivo y no a la noción estética tradicional de la belleza del cuerpo humano. Otros artistas como François Boucher tuvieron un enfoque más erótico-estético que lascivo, dedicándose a representar la belleza del cuerpo humano a partir de escenarios vistosos e iluminados con temas primordialmente mitológicos.
En el Romanticismo, el arte retrata habitualmente aspectos naturales en las emociones humanas como el amor y la sensualidad, valiéndose en ocasiones del desnudo y el lenguaje poético. Esto hizo mucho más natural la representación en las artes de la sexualidad humana a partir del siglo XIX, artes que se vieron ligeramente marginadas por la predominancia de la moral victoriana, entre los años 1830 y los años 1900, y la similar moral eduardiana entre los años 1900 y los años 1920.

### Moral victoriana
La moral victoriana se refiere a la moral caracterizada por la cultura del recato y la prudencia sexual que predominó en la sociedad europea (especialmente en Inglaterra y Francia) y estadounidense en los años del reinado de Victoria del Reino Unido entre 1837 y 1901. A pesar de lo que el nombre indica, la moral característica de ese periodo se extendió hasta los años 1920, durante el reinado de Eduardo VII del Reino Unido de 1900 a 1910 y la Era del Jazz en los Estados Unidos de los años 1920.

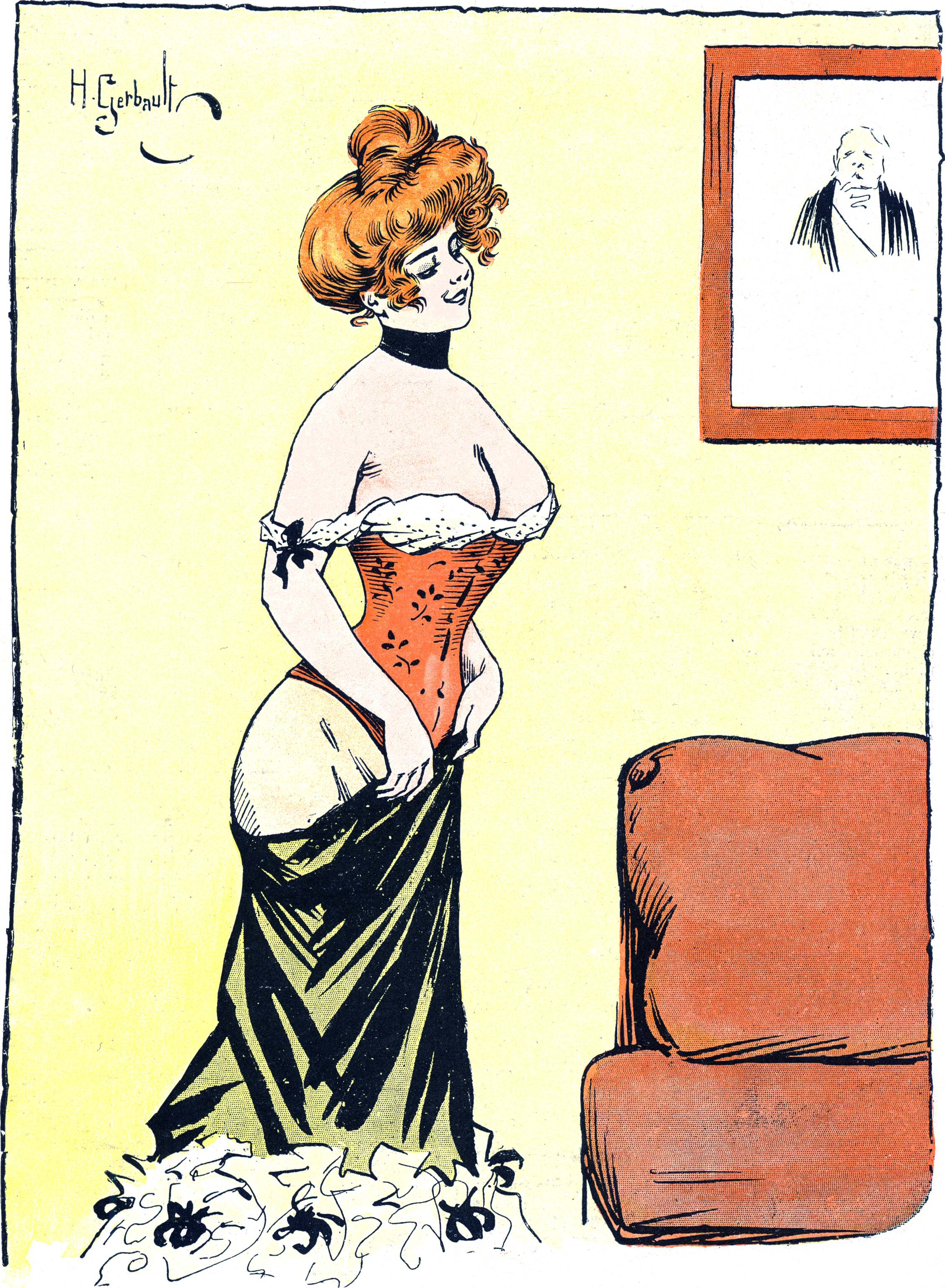
Erhebende Mode (1901) de Henri Gerbault.

La cultura correspondiente a la Época victoriana frecuentemente es asociada con el estricto cumplimiento del código de etiqueta social que suponía un comportamiento sexual enfocado a la completa intimidad de la pareja en el hogar. La educación sexual era un completo tabú en la sociedad victoriana, lo que derivaría en los principios lógicos de la escuela freudiana sobre la sexualidad infantil y su desarrollo. Las mujeres de clase alta y media no tenían ningún tipo de información sobre las relaciones sexuales hasta que las experimentaban en su noche de bodas con su esposo, con resultados traumáticos en algunas ocasiones. Contrario a la creencia popular, la sociedad victoriana entendía como naturales las relaciones sexuales y las consideraba como placenteras para la pareja casada.
Paralelamente a la cultura de recato, la prudencia y la etiqueta social en el reinado de Victoria I, se desarrollaron distintos comportamientos sociales en relación con la sexualidad que contradecían la moral de las clases socioeconómicas altas. La prostitución se convierte en un amplio mercado oculto a la corona, convirtiéndose en una actividad económica muy frecuente en concentraciones urbanas como Londres y Gales. La cantidad de burdeles en las ciudades era extensa, normalmente operando de manera clandestina para ofrecer servicios sexuales, orgías, espectáculos de tipo altamente erótico, relaciones sexuales entre personas del mismo sexo y abuso sexual infantil. En la segunda mitad del siglo XIX aparecen distintos establecimientos enfocados a la presentación de espectáculos de variedades que frecuentemente recurrían a rutinas eróticas (bailes exóticos, escenas de semi-desnudo, burlesques de humor negro y drag shows), a pesar de que no estaban ligados con la prostitución, eran frecuentemente relacionados por la represiva visión social con la prostitución y los burdeles. La homosexualidad comienza a representar un fragmento de la cultura victoriana, centrada principalmente en la naciente identidad social de represión y sexualidad clandestina, ya que se consideraba como homosexual a la particularidad de la sexualidad homoerótica y no a las personas que lo practicaban o se identificaban ampliamente con esta. Los actos homosexuales como la sodomía eran considerados como ofensas capitales, por lo que tenían implicaciones legales y penales.
En la cultura victoriana surge la cultura sexual subterránea o underground que consistía en la reunión de personas con los mismos intereses sexuales o sociales (apostadores, consumidores de alcohol y tabaco, homosexuales, transgénero, personas segregadas racialmente, prostitutas, etc.) que se reunían en áreas específicas de barrios concurridos durante las noches para asistir a establecimientos fachada o puntos ciegos que permitían todo tipo de actos en su interior. Esta cultura fue determinante en la respuesta social sobre la subestimación de la prostitución, la clandestinización de los burdeles y el teatro de variedades, la cultura homosexual «en el armario» o closet, el establecimiento de bares underground, el éxito de los cabarés, la distribución irregular de la pornografía y en Estados Unidos el desarrollo de la cultura afroamericana del dixieland.
En otros aspectos, aparecen obras enfocadas al erotismo y la pornografía, como My Secret Life (1888) firmadas con el pseudónimo Walter y la revista pornográfica The Pearl. La pornografía tenía un carácter prohibido que la marginaba socialmente, por lo que su distribución era limitada. En la sociedad victoriana se establece el lenguaje de las flores, un tipo de lenguaje simbólico que expresaba sentimientos y deseos íntimos codificados a través de accesorios florales, dependiendo del color y especie de la flor que se mostraba o se ofrecía a una persona.
En la incipiente sociedad de consumo de la segunda mitad del siglo XIX, las distinciones de clase entre estratos socioeconómicos altos y estratos socioeconómicos medios comienzan a parecer imperceptibles debido a la introducción de la moda comercial, es decir, la moda será desde entonces la misma entre las clases socioeconómicas altas que en las clases socioeconómicas medias, solo diferenciadas por la calidad del material. Las tiendas departamentales o grandes almacenes, como Le Bon Marché y Macy's representaron la introducción de la moda global, siendo éstas quienes definieran la moda según las corrientes de liberación femenina y la nueva moral que se presentó en los últimos años del siglo XIX. En las tiendas departamentales, la sociedad de consumo se concentraba principalmente en la mujer acomodada y el ama de casa promedio, mujeres que tenían control autónomo sobre los ingresos familiares; la atención personalizada a la mujer era una de las características principales del nuevo mercado, atención que era dada por otras mujeres. El campo laboral de la mujer, en caso de existir, en la era victoriana regularmente se reducía al servicio doméstico, la prostitución, las ventas, la enfermería, y la maquila.

#### Teatro de variedades
Teatro de variedades es un formato escénico que se caracteriza por la presentación rutinaria de actos variados que incluyen: bailes, números musicales, ilusionismo, magia, declamación, humorismo, acrobacia, artes circenses, muestra de rarezas biológicas, espectáculos con animales entrenados, obras dramáticas, malabarismo, contorsionismo, ventriloquia, mímica dramática, etcétera. Los espectáculos de variedades se presentan como una corriente artística predominante en el siglo XIX, que florece en la Época Victoriana y en los años de la Guerra de Secesión en Estados Unidos, hasta su pérdida de popularidad en los Felices años veinte con la introducción en los hogares de la radio y después la televisión.

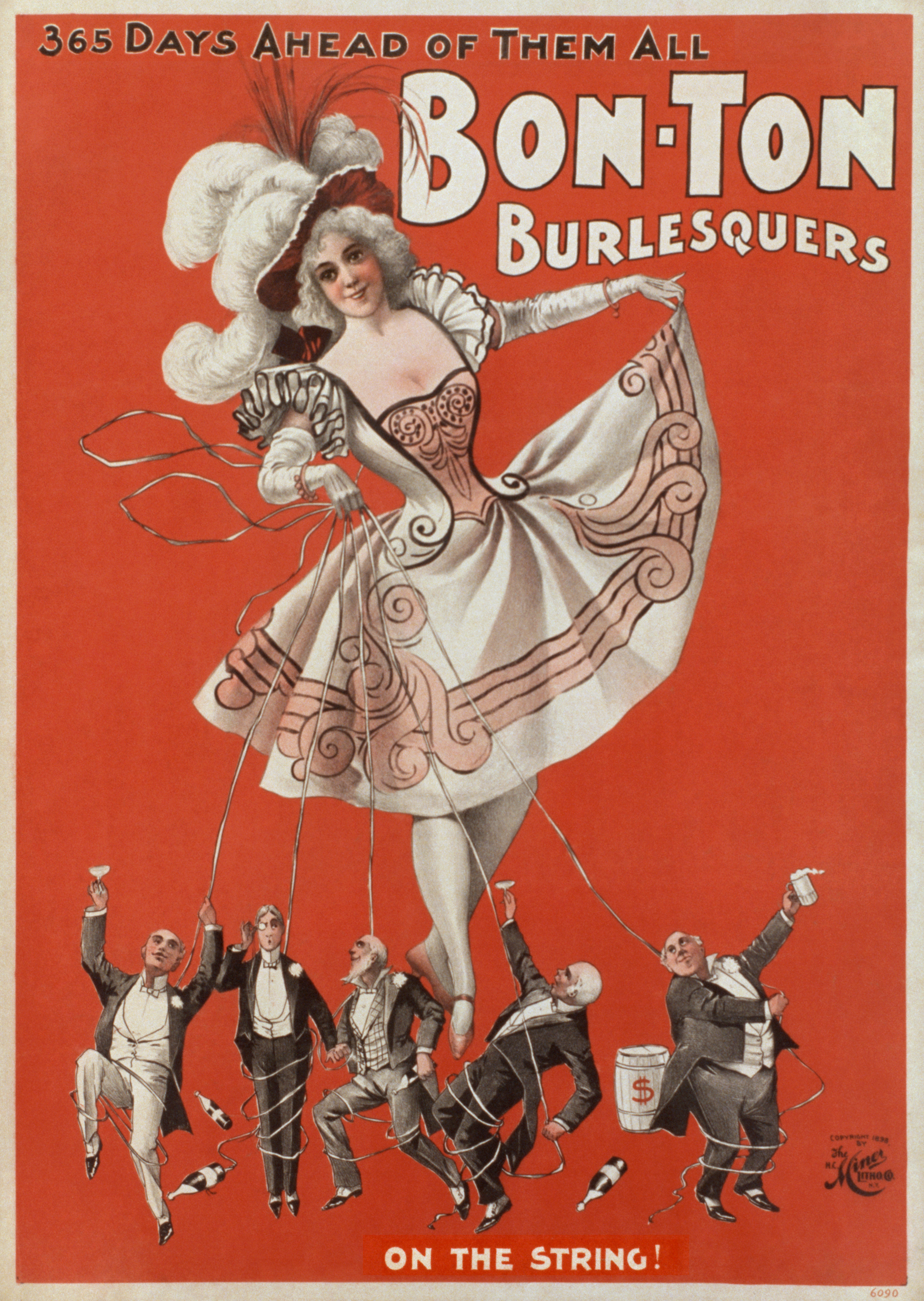
Promocional de Bon-Ton Burlesquers (1898).

La pantomima británica fue un género de teatro infantil que tuvo gran popularidad a mediados del siglo XIX, el cual se caracterizaba por introducir diversos elementos de la comedia musical a una parodia de una obra de la literatura romántica, un cuento de hadas o un relato del folklore navideño. Este género se caracterizó principalmente por la exageración y la recurrencia frecuente al drag como un auxiliar cómico, no como una identidad transgénero. De manera similar, el formato escénico en travesti, se caracterizó por recurrir al cross-dressing como un elemento cómico que pretendía burlarse de la nociones sociales sobre los roles de género tradicionales. Ambos géneros teatrales son significativos en la formación de la cultura camp y la cultura closet, ya que permitieron el nacimiento de la identidad y cultura transgénero bajo una intención primordialmente histriónica.
El vodevil fue un formato teatral de consumo popular que se definió por su carácter callejero en los años de la Guerra de Secesión en Estados Unidos, dedicándose a presentar variedad de espectáculos populares como shows de minstrel, burlesques dramáticos, medicine shows y freak shows. El vaudeville marcó una gran transformación en la cultura estadounidense convirtiéndose en uno de los espectáculos más populares entre la población, ya que abandonaba completamente el conservador estilo de vida de la Era Victoriana al sexualizar cualquier tipo de espectáculo y convertirlo en una razón a favor del consumismo, siendo comparado así con los espectáculos de burlesque y cabaré. La utilización de mujeres envueltas en actos y rutinas sexuales para la promoción del vodevil y el recurrir a imágenes de mujeres en carteles y volantes que atraían principalmente al público masculino, transformaron las técnicas de mercadeo. Los medicine shows mostraban productos que alegaban ser elixires milagrosos en ferias y teatros de vodevil, siendo el principio del desarrollo económico de varias empresas de productos alimenticios, cigarros y cosméticos.
El cabaré es un tipo de establecimiento en el que se presentaban gran variedad de actos como coreografías de danza, números musicales, mímica dramática, humorismo, teatro de sombras, ventriloquia, ilusionismo, obras teatrales cortas, espectáculos con animales, etcétera. Este tipo de establecimientos contaban con un servicio de venta de bebidas alcohólicas y tabaco, restaurante y, en ocasiones, casino. El cabaré fue particularmente popular en Francia, Inglaterra y Estados Unidos en las últimas décadas del siglo XIX, reconocido en establecimientos como Moulin Rouge, Le Chat Noir y Folies Bergère. Este género escénico se ve principalmente influenciado por el vaudeville americano y el burlesque americano debido a su concurrencia en performances ligeramente eróticas y publicidad enfocada al público masculino, por lo que la producción de este tipo de espectáculos se limitaba a la presentación nocturna ante clientela selecta.
El cabaré americano en la década de 1920 definió por completo el estilo de vida clandestino de la ley seca en los Estados Unidos, caracterizándose por la popularidad de espectáculos eróticos o revues, la venta ilegal de alcohol, la prostitución y la música afroamericana. Este tipo de establecimientos reunía grupos socialmente marginados, incluyendo prostitutas, homosexuales, bandas de jazz y dixieland completamente formadas por afroamericanos, apostadores y consumidores-productores de alcohol doméstico.

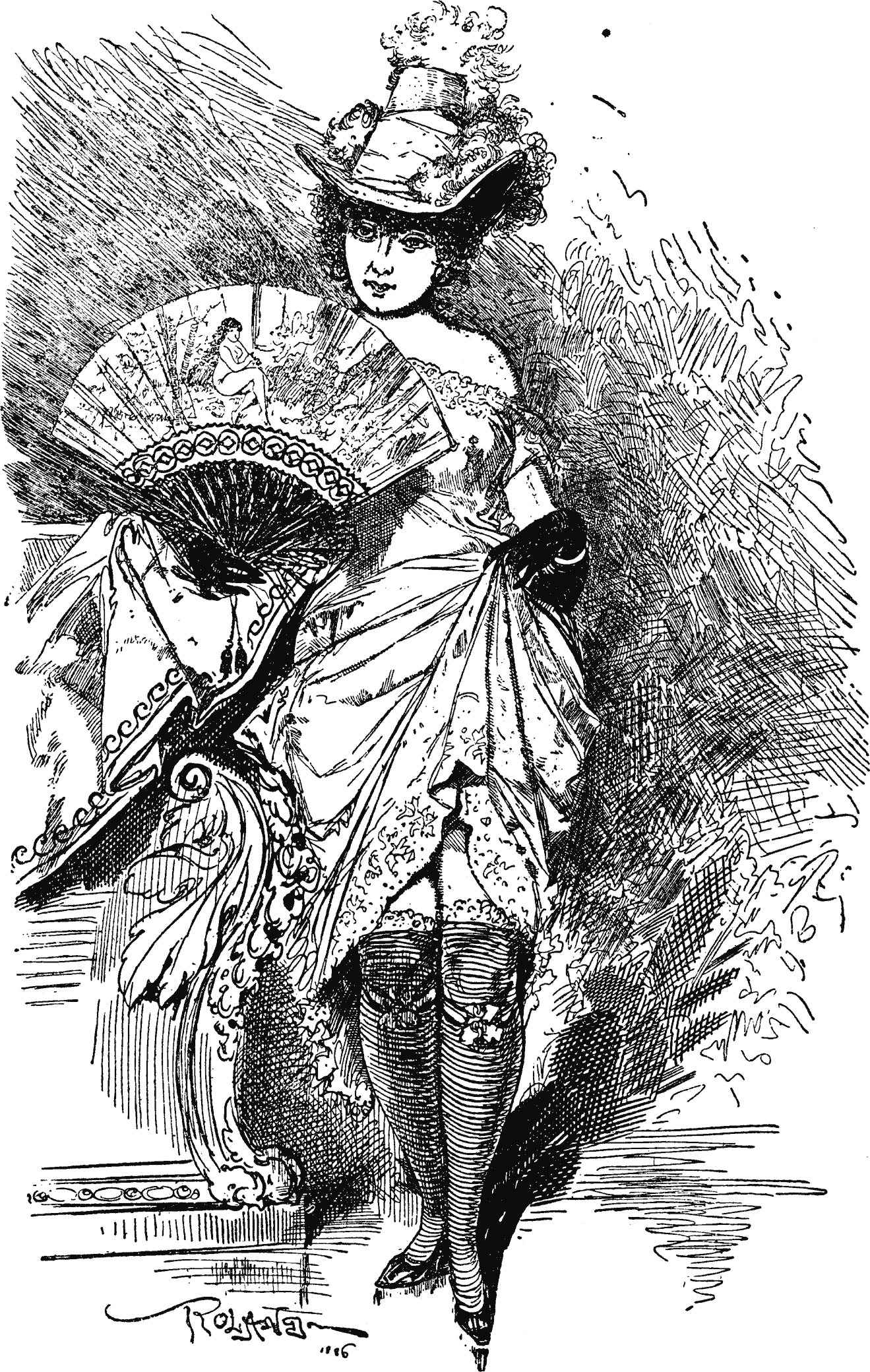
Grabado de una prostituta del.

#### Prostitución
La prostitución fue una de las principales actividades económicas que caracterizaron a Inglaterra en el periodo victoriano, concentrándose en centros urbanos como Londres y Gales. La proliferación del mercado de la prostitución se desarrolló en la cultura sexual underground del siglo XIX, por lo que se intensificó la vida nocturna y el establecimiento de burdeles que reunían personas socialmente marginadas. El sector de la prostitución se nutría principalmente de mujeres pertenecientes a estratos socioeconómicos medios (frecuentemente mujeres desprotegidas por viudez, abandonadas maritalmente, con esposos alistados en el ejército o endeudadas por la creciente cultura de consumo) y bajos (frecuentemente criadas en lechos familiares económicamente inestables o dedicadas a los servicios domésticos).
Las personas dedicadas a la prostitución se reunían en barrios específicos de clase media y baja, aunque también frecuentaban los lugares de ocio masculino como cabaréts y casas de burlesque, razón por la cual, el teatro de variedades se encuentra estrechamente ligado con la prostitución en la noción popular. Los establecimientos de teatro de variedades desde finales del siglo XIX concentraban, en ocasiones, espectáculos eróticos que incluían rutinas como el striptease y los bailes exóticos como la danza del vientre y la danza de los siete velos. Las protagonistas de este tipo de espectáculos se denominan vedettes, personas que frecuentemente realizaban sus actos en completo desnudo o en semi-desnudo, en contraste con la moda tradicional de la época.
La cultura y educación sexual de la era victoriana permitió el conocimiento sobre las enfermedades venéreas o de transmisión sexual que eran contagiadas a los hombres en servicio militar que recurrían habitualmente a este tipo de servicios; esto derivó en la creación de un comité especializado (Contagious Diseases Acts) en la investigación médica de las enfermedades de trasmisión sexual en las fuerzas armadas. La prostitución de menores de edad y la prostitución masculina homosexual existieron en la sociedad victoriana, pero eran practicadas con mucho mayor secretismo que la prostitución femenina.

### Anarquismo y neomalthusianismo
Algunos de los antecedentes de la revolución sexual en la cultura occidental pueden encontrarse a finales del siglo XIX y primera mitad del siglo XX con la propagación del pensamiento anarquista que despreciaba el recato social y rechazaba el matrimonio. Movimientos políticos como el marxismo, el socialismo, el anarquismo y el feminismo criticaban la sociedad existente y sus instituciones como el matrimonio y la familia, y reivindicaban desde posiciones diversas la igualdad de derechos en el mundo laboral, legal y familiar, el sufragio, la maternidad libre, así como la igualdad en el matrimonio y el acceso a los métodos anticonceptivos. Uno de los movimientos que recoge algunas de las propuestas que facilitarán la posterior revolución sexual es el neomalthusianismo. El neomalthusianismo consideraba el exceso de familias numerosas entre las clases socioeconómicas bajas, una lacra social ya que les condenaba a la miseria. Desde una perspectiva social y política, propone la toma de conciencia social e individual de la procreación limitada a las clases pobres o (proletariado), con la separación de facto entre sexualidad y reproducción, la defensa de la maternidad libre, la liberación femenina y la libertad sexual, la procreación consciente, la promoción de la planificación familiar, el cuidado de los niños así como el uso y difusión de métodos anticonceptivos artificiales.

### Primera ola del feminismo

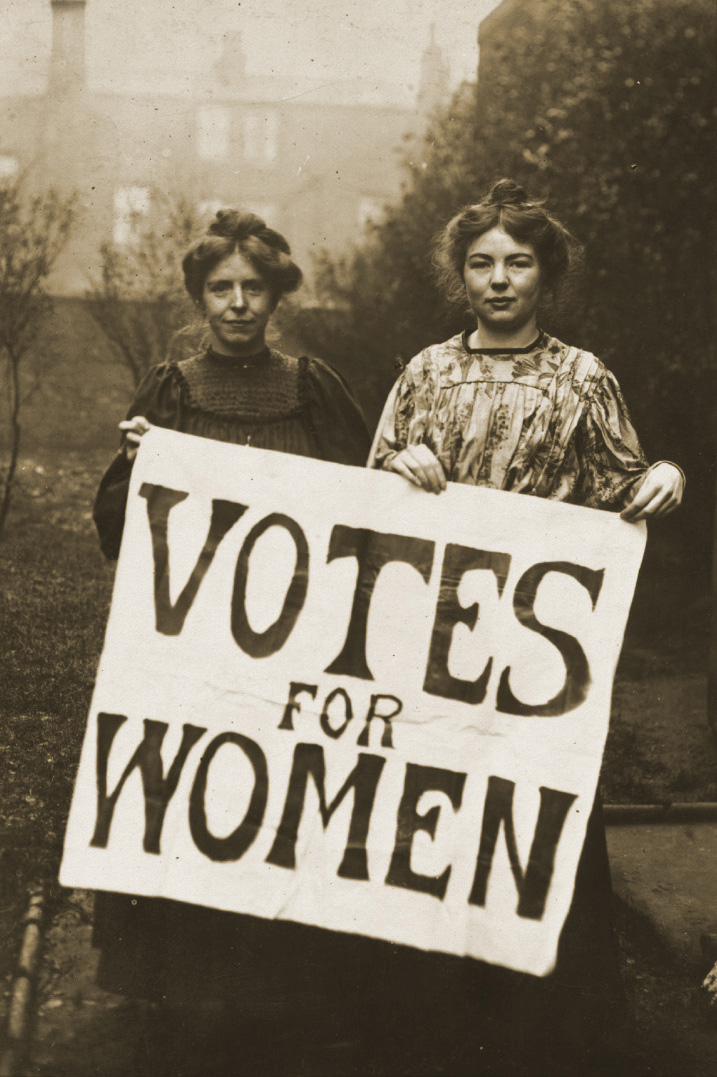
Annie Kenney y Christabel Pankhurst, activistas sufragistas (c. 1908).

La primera ola del feminismo aparece como una corriente filosófica de la segunda mitad del siglo XIX extendiéndose hasta las primeras décadas del siglo XX. Se caracterizó por la búsqueda de garantías sociales y derechos de la mujer. En el siglo XVIII, durante la época de la Ilustración y después en la Revolución francesa y El Terror, se intentó introducir un tipo de pensamiento político dedicado a las libertades de la mujer y a la igualdad de género. En 1791, Olympe de Gouges establece una serie de ensayos titulados Declaración de los Derechos de la Mujer y de la Ciudadana en los que se plasmaban sus ideales políticos que pedían libertades para la mujer; la aplicación de dicho documento resultó fallida debido a la ejecución de Gouges en 1793. En una respuesta ideológica similar, Mary Wollstonecraft estipula la Vindicación de los Derechos de la Mujer en el año 1792, la cual pedía libertad de expresión y sufragio para la mujer.
Esa primera ola del feminismo cuestionaba principalmente las nociones tradicionales de la feminidad que suponían a la mujer como dependiente del matrimonio y vinculada plenamente con el ambiente doméstico. La mujer no tenía el derecho a trabajar, y en caso de tenerlo, su remuneración económica era muy inferior a la de los trabajadores masculinos. Las primeras demandas del movimiento consistieron en reivindicar la equidad dentro del núcleo matrimonial, el derecho a trabajar y a la misma remuneración por el mismo trabajo, la equidad educacional y el derecho de propiedad. En Estados Unidos los movimientos liberales que buscaban la equidad racial y la abolición de la esclavitud fueron determinantes para construir la filosofía feminista, ya que contenían objetivos comunes como la aceptación social y la concesión de derechos a una clase determinada, lo que derivó en la búsqueda común de derechos entre mujeres de diferentes razas y clases sociales.
En 1848 se convoca la Convención de Seneca Falls en la que se reúnen un grupo de mujeres que buscaban la emancipación de la mujer, dicha convención es considerada como uno de los primeros movimientos feministas de la historia de Estados Unidos. En Inglaterra aparecen grupos que buscaban el sufragio femenino y la igualdad ante la ley, conocidos popularmente como suffragettes. Algunas activistas destacadas a favor de los derechos de la mujer fueron: Susan B. Anthony, Lucy Stone, Elizabeth Cady Stanton y Lucretia Mott. El movimiento en su primera corriente filosófica se extiende hasta la década de 1940 y los primeros años de la década de 1950 con la concesión del sufragio femenino en países como Francia e Italia. En el año de 1920 se concede el voto femenino en Estados Unidos, lo que seguiría en la aceptación de la mujer como voz política. Esta acción política fue severamente influenciada por la participación femenina como mano de obra armamentista en la Primera Guerra Mundial, encargándose de labores de producción de armamento y labores sanitarias o domésticas en los campos de guerra y centros a distancia.

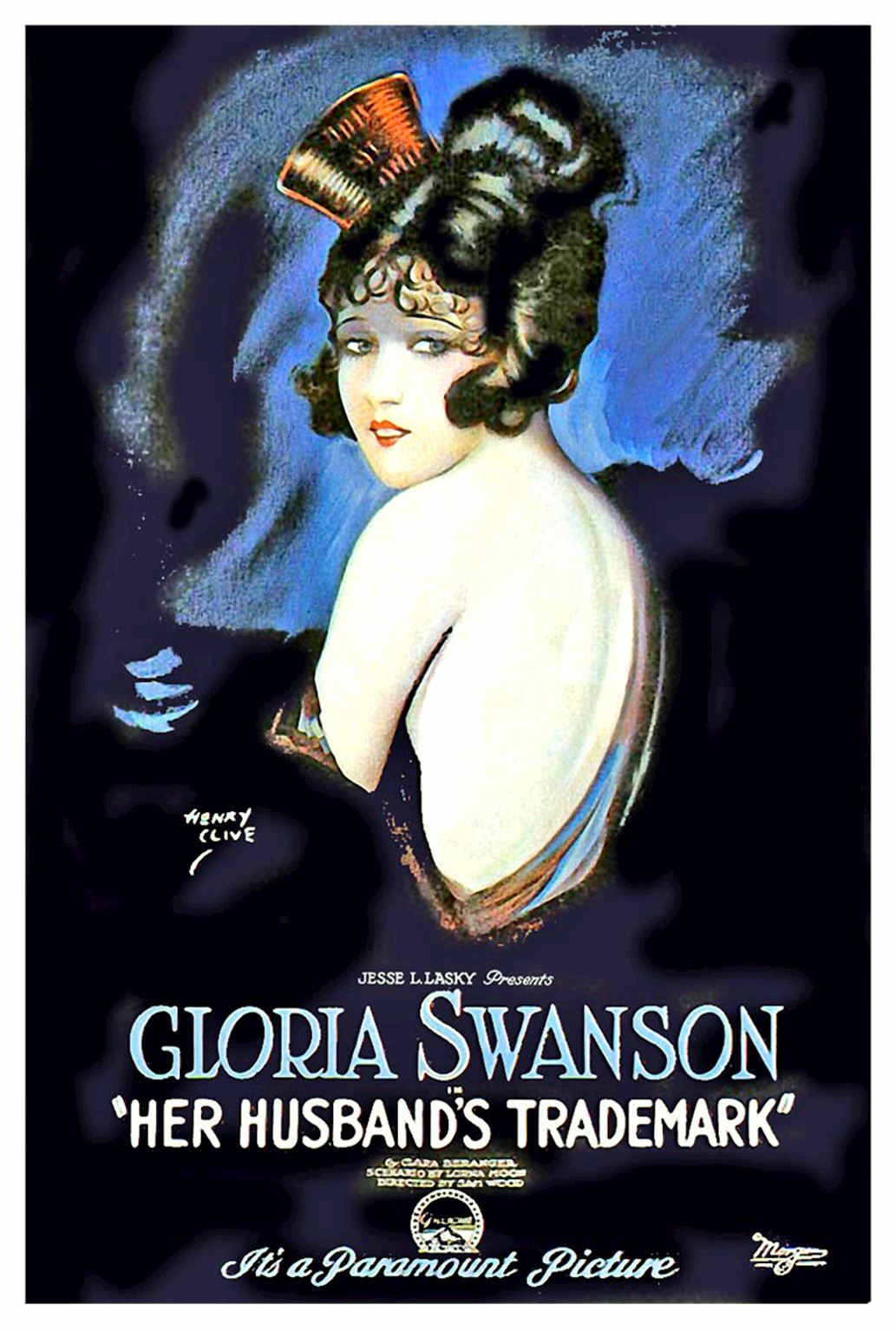
Promocional de Her Husband's Trademark (A las Mujeres) con Gloria Swanson (1922)

#### Culturaflapper
Flapper es un término de la cultura popular de las primeras décadas del siglo XX que define el estilo distintivo del liberalismo femenino en la Era del jazz estadounidense. Con el inicio del siglo XX la mujer se caracterizó por tomar un rol social más activo en el que comenzó a desempeñar actividades socialmente atribuidas a hombres y comenzó a abandonar las características victorianas de la moral y la moda femenina. En la década de 1920, durante la época de la Ley Seca y el auge económico de Estados Unidos, surge una nueva ideología femenina derivada de la primera ola del feminismo, iniciando una nueva identidad sobre la mujer independiente y libertina, autónoma sobre su sexualidad y sobre su vida. Algunos iconos reconocidos de la mujer flapper fueron: Clara Bow, Gloria Swanson, Louise Brooks, Colleen Moore, Coco Chanel y Joan Crawford.[cita requerida]
Las flappers representaron una completa revolución en la moda en comparación con la sobreproducción textil del siglo XIX. La lencería desarrolla formas más cómodas de ropa interior como las bragas y los bustieres, abandonando la utilización del corsé y los calzones. En el peinado, los cortes femeninos se vuelven mucho más cortos y simétricos, considerados en la época como masculinos o boyish, con peinados como el bob cut y el Eton crop, acentuados con la utilización de sombreros Gatsby y cloché. La ropa consistía en vestidos de una sola pieza que eran confeccionados sin mangas y, frecuentemente, sin espalda cubierta y con escote pronunciado, dichos modelos eran simétricos y confeccionados en corte recto para alargar la figura; los zapatos de tacón también eran utilizados por las mujeres para estilizar su figura y aumentar centímetros a su altura.
Las mujeres flapper frecuentaban lugares de ocio nocturno como casinos, teatros, clubs de jazz y cabarés; en este tipo de establecimientos donde abundaba la música jazz rápida, surgen bailes escandalosos para la época que eran característicos de la cultura flapper, tales como: el charlestón, el shimmy, el bunny hug y el black bottom. En esta cultura nocturna también surgen las petting parties (fiestas petting) que frecuentaban las jóvenes flappers, fiestas en las que prevalecían conductas altamente sexuales como el sexo casual.
Las mujeres de todas las clases socioeconómicas también comenzaron abiertamente en el consumo de bebidas alcohólicas y tabaco, además de la conducción legal de automóviles. Este estilo de vida hedonista finaliza con la crisis de 1929, donde la libertad económica y la libertad social se vieron totalmente limitadas por las demandas económicas y la crisis laboral.

### Escuela freudiana
Se entiende por escuela freudiana a la corriente dentro de la psicología heredera del legado de Sigmund Freud, el cual se centra principalmente en su estipulación de la naturalidad de la sexualidad humana en la teoría de la libido y el Eros. Freud estableció la teoría de que todo comportamiento humano está motivado por diversos impulsos dirigidos por la libido como una transformación energética del impulso sexual. En la teoría del psicoanálisis se establece que dichos impulsos son reprimidos, de tal manera que encuentran una manera inconsciente de manifestarse según la cultura que rodea al individuo. La postura de Freud representó una total contradicción a la moral victoriana que ocultaba la sexualidad humana, contradiciéndola con las posturas de que todo comportamiento lleva un componente sexual y que los infantes son completamente sexuales, proponiendo además, un modelo que sugería la conformación del deseo sexual infantil.
En las bases psicoanalíticas de la psicología social, Freud considera la existencia inconsciente del gobierno individual. También consideraba la evolución histórica del comportamiento y la cultura colectiva humana (influenciado por las teorías evolucionistas de Charles Darwin y las teorías sobre el desarrollo histórico y el materialismo histórico de Karl Marx) como producto de pulsiones libidinales y represiones sexuales. En Tótem y Tabú (1913) Freud plasma la idea de la organización primitiva de las culturas patriarcales que basaban su modelo político en la represión moral o sexual de la tribu. En este modelo, el culto totémico se extendía a la santidad de la vida y la procreación, considerándose a los aparatos genitales (pene y útero) como fuente divina de vida; también se estipulaba el orden de la sociedad tribal según sus características de género, donde las mujeres eran alejadas de los hombres para permitir el correcto control social.
En su teoría del desarrollo psicosexual, Freud afirma la existencia de una sexualidad latente en el desarrollo del infante, concentrándose en etapas significativas que marcarán la presencia erógena en el organismo y permitirán el desarrollo social del individuo. En la fase oral el infante recarga su pulsión libinal en la boca durante los primeros meses de vida en los que es importante los procesos de identificación labial y el amamantamiento. En la fase anal de los primeros años de vida la pulsión libinal se localiza en los esfínteres uretral y anal, marcando así el proceso de control esfintérico. En la fase fálica el individuo recarga su pulsión libidinal en los genitales, asimilándose el proceso de identidad de género e identidad social-familiar. En el periodo de latencia el individuo desarrolla sentimientos sexuales. En la fase genital es aquella en la que el individuo alcanza la madurez sexual, proceso psicológico que ocurre en los años de la pubertad y que es el preludio de la vida sexual activa y la vida matrimonial del individuo. La fase genital se encuentra acorde a la cultura sexual del periodo eduardiano de los primeros años del siglo XX, periodo en el que la edad de matrimonio e inicio de las relaciones sexuales se encontraban en promedio entre los 15 y 18 años.
Los artículos de Freud más relevantes sobre la conducta homosexual fueron publicados en Tres Ensayos Sobre la Teoría de la Sexualidad (1905) y Algunos Mecanismos Neuróticos sobre Celos, Paranoia y Homosexualidad (1922). Freud consideraba que los humanos nacían con una orientación sexual predeterminada en una disposición natural de la orientación sexual bisexual, la cual se unificaba en heterosexualidad u homosexualidad de acuerdo a las asimilaciones psicológicas del objeto sexual en la identidad familiar. La creencia de Freud sobre la bisexualidad inicial se debe a la noción clínica victoriana de que los infantes integraban los dos géneros en su cuerpo debido a la nula manifestación del dimorfismo sexual hasta la etapa de la pubertad. Freud menciona que ciertos casos de homosexualidad se deben a la disforia en la experiencia heterosexual, provocando una inversión de la libido en su objeto sexual. En la tradición psicoanalítica de la escuela freudiana (seguidores académicos de las teorías propuestas por Freud) se establece la homosexualidad como un producto de diversos eventos que sufre un individuo en las etapas del desarrollo psicosexual, en donde no ocurre una madurez heterosexual debido a una repercusión en alguna de las etapas del desarrollo psicosexual.
Derivado de las posturas de Freud en la psicología de la sexualidad, los psicólogos anarquistas de la escuela freudiana Otto Gross y Wilhelm Reich (quien acuñó el término Revolución sexual), desarrollaron la sociología del sexo a partir de la filosofía freudiana.

### Modernismo y posmodernismo
Modernismo define a la corriente filosófica, social, política, cultural y artística que prevaleció en la sociedad de finales del siglo XIX y las primeras décadas del siglo XX. Esta corriente artística se nutre de distintos eventos sociales en la historia contemporánea, moldeándose a partir de los nuevos modelos industriales del siglo XX, el crecimiento demográfico en las zonas urbanas, las filosofías de principios de siglo y la noción social sobre la devastación de la Primera Guerra Mundial y la Segunda Guerra Mundial. La filosofía modernista rechazaba toda forma de realismo, considerando a las artes plásticas, la literatura, la arquitectura, la política, la religión, la organización social y el estilo de vida tradicional de siglos anteriores al siglo XX, como impropios de la sociedad actualizada e industrializada que comenzaba a prosperar en los últimos años del siglo XIX y en el devenir del siglo XX.
Anterior al modernismo, el romanticismo se desarrolló como una ideología contradictoria de los valores burgueses y la cultura de la Revolución Industrial, enfatizando los valores individuales, la expresión emocional, el chauvinismo, la libertad individual y la dignificación artística de la naturalidad humana. En la segunda mitad del siglo XIX, el Romanticismo emerge con nuevas ideas políticas que enfatizaban la dignidad nacional y la libertad individual, tales como los movimientos revolucionarios de 1848 en Europa y el positivismo de Auguste Comte. La estructura social, el pensamiento religioso, la capitalización industrial, el conocimiento científico y la concepción histórica eran temáticas frecuentes del pensamiento filosófico romántico, derivando en doctrinas filosóficas de revolución intelectual, filosofías opositoras a la vida burguesa, la fe religiosa y el conocimiento científico de la Era Victoriana como: la dialéctica de Georg Wilhelm Friedrich Hegel, la oposición religiosa de Friedrich Nietzsche, el evolucionismo de Charles Darwin y las teorías de la estructura socioeconómica de Karl Marx.

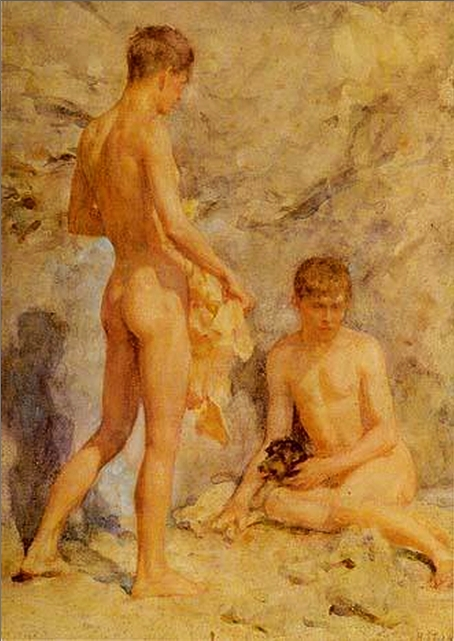
Two Boys and a Dog de Henry Scott Tuke (c. 1914).

El impresionismo formó parte de la transición entre el romanticismo y el modernismo, corriente que se caracterizó por una revolución en la descripción individual y la técnica artística, más allá de la interpretación. El Impresionismo se enfocó principalmente a la pintura, donde se caracterizó por la contradicción a las técnicas tradicionales y realistas que predominaron en el romanticismo, abundando las técnicas propias del Impresionismo como el divisionismo y el puntillismo. Algunos artistas representativos del Impresionismo fueron: Frédéric Bazille, Gustave Caillebotte, Mary Cassatt, Henry Scott Tuke, Edgar Degas, Claude Monet y Berthe Morisot. En una estética similar, el post-impresionismo extendió la estética impresionista a técnicas de pintura que se caracterizaron por el contraste de color y la distorsión visual. Algunos artistas representativos fueron: Paul Cézanne, Paul Gauguin, Vincent van Gogh y Henri de Toulouse-Lautrec y Henri Rousseau.
La sociedad del inicio del siglo XX cambia drásticamente la forma tradicional de representación artística, las artes se vuelven más individuales, improvisadas, experimentales y estéticamente vulgares. En la vida cotidiana se introducen novedosas tecnologías como la energía eléctrica, la telefonía y el motor de combustión interna, produciendo un radical cambio en el estilo de vida de la sociedad victoriana. En la psicología, florece el psicoanálisis y la escuela freudiana gracias a los postulados del comportamiento social-individual de Sigmund Freud y Carl Jung. En las artes dramáticas prosperaban formas alternativas de teatro y performance como el cabaré y la revue, mientras que en las artes decorativas prosperaban formas vistosas y alegóricas como el Art Nouveau.
El expresionismo fue una corriente del modernismo, principalmente alemana, que se caracterizó por la distorsión artística de la realidad en una forma subjetiva para evocar ciertos sentimientos en el observador. En el arte plástico expresionista predominó la distorsión de la realidad, la paleta de color contrastante (tomando características particulares del fauvismo y divisionismo) y la representación de escenas de la vida popular; algunos artistas plásticos representativos de esta corriente incluyen: Edvard Munch, Erich Heckel, Otto Mueller, Wilhelm Lehmbruck, Franz Marc, Ernst Ludwig Kirchner, Rufino Tamayo, Max Weber, Yasuo Kuniyoshi y August Macke. En el cine surge el cine expresionista alemán, ampliamente identificado en películas de crítica social como: El gabinete del doctor Caligari (1920), El Golem (1920), Nosferatu, eine Symphonie des Grauens (1922), Der Letzte Mann (1924) y Metropolis (1927). En la danza la representación expresionista deriva en el estilo libre de la danza contemporánea (free dance), reconocido en artistas como: Mary Wigman, Rudolf von Laban, Pina Bausch, François Delsarte, Emile Jaques-Dalcroze, Loïe Fuller, Isadora Duncan y Ruth St. Denis.

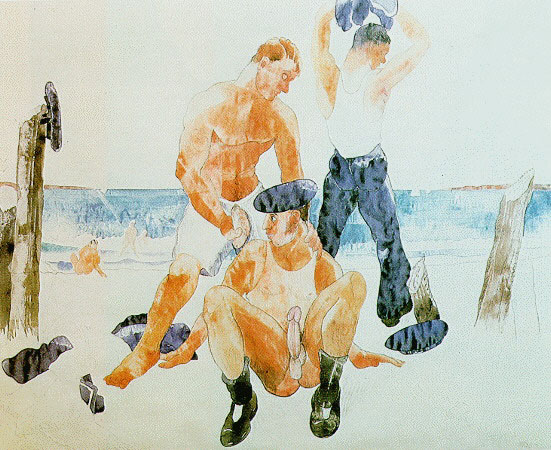
Three Sailors de Charles Demuth (1917).

En las primeras dos décadas del siglo XX se desarrollaron distintos eventos sociales que marcaron la organización política, el pensamiento filosófico y el conocimiento científico. En Europa oriental, se desarrollaba la Revolución rusa, surgiendo así la idea nacionalista-socialista que prosperó en el arte ruso del siglo XX, arte identificado como realismo socialista, que se encargó de retratar la vida popular y la identidad nacional de una manera refinada y sofisticada; algunos ejemplos de este tipo fueron la propaganda Leninista y el ballet ruso. El precisionismo predominó como una forma artística de la Primera Guerra Mundial, caracterizado por la representación de la sociedad industrial de inicios del siglo XX, la representación de la vida popular y la distorsión visual y cromática de escenas que evocan sentimientos en el observador; algunos artistas incluyen: Charles Demuth, Stuart Davis, Morton Schamberg, John Storrs y Joseph Stella. En la música prosperan géneros como el ragtime y el cakewalk, música considerada atonal que hacían un burlesque del estilo romántico. El dadaísmo se manifestó como una corriente artística y política que cristalizó en una postura antibélica ante la Primera Guerra Mundial en formas de arte poco convencionales (movimiento antiarte); algunos artistas de esta corriente incluyen: Hannah Höch, Marcel Duchamp y George Grosz. En otros aspectos, el imagismo, el modelo atómico de Niels Bohr, el reinado de Eduardo VII en Inglaterra, la aviación, la invención de la radiocomunicación, las posturas filosóficas de Edmund Husserl, el primer movimiento homosexual y las contribuciones científicas de Albert Einstein, definieron el conocimiento científico y el pensamiento filosófico a inicios del siglo XX.
El surrealismo fue una corriente artística que predominó en los años 1920 y los años 1930, el cual se caracterizó notablemente por la distorsión de escenas que evocan paisajes oníricos, presentándose como un simbolismo ilógico y una representación directa del inconsciente. En las artes plásticas aparecen personajes como: Salvador Dalí, René Magritte, Giorgio de Chirico, André Masson, Dorothea Tanning, Frida Kahlo y Max Ernst. En la música, la improvisación definió completamente el estilo surrealista del jazz y el blues. En el cine surrealista se identifican películas como: Entreacto (1924), Un perro andaluz (1929), Le Sang d'un Poète (1930), Lot in Sodom (1933) y Porky in Wackyland (1938). El cubismo se caracterizó por la explotación y representación individual de escenas determinadas a través de figuras geométricas que resultan subjetivas o surrealistas, inspirando movimientos como el futurismo y el constructivismo. Este movimiento fue representado por artistas como: Pablo Picasso, George Braque, Jean Metzinger, Albert Gleizes y Robert Delaunay.
Entre los años 1930 y la Segunda Guerra Mundial (1939-1945) el arte se identificó completamente con el art deco, arte que se encargó de retratar la sociedad industrial y las ideas retrofuturistas de la primera mitad del siglo XX. El pulp y el comic se convierten, entre 1930 y 1950, en formatos literarios de gran consumo popular por su simplicidad y su carácter fantástico o lascivo. El cine y luego la televisión, entre 1930 y 1960, comienzan su comercialización global a través de marcas productoras exitosas como Metro-Goldwyn-Mayer, 20th Century Fox, Paramount Pictures, Warner Bros. y Walt Disney Animation Studios. El cine enfrenta entre los años 1930 y los años 1950 lo que en diversos países se conoció como la Era dorada del cine, producción limitada por la estipulación del Código Hays. En la danza de la primera mitad del siglo XX, se comienzan a comercializar bailes de origen popular como el jive, el swing, el quickstep, el foxtrot, el tango y el mambo. En la música, entre los años 1940 y los años 1960, comienza la prosperidad del pop tradicional, el blues, el soul, el swing, el boogie-woogie, el swing jazz, el jump blues, el swingfox, el rock and roll, el country y el folk.[cita requerida]
El posmodernismo fue la corriente filosófica, artística, social y política que siguió al modernismo, corriente que se ve envuelta en la sociedad moderna de consumo de masas. Esta corriente engloba un periodo temporal entre los años 1940 y los años 2010, es decir, es el modelo cultural, social y político que se encuentra vigente hasta nuestros días. Esta corriente, en los temas artísticos, se encuentra principalmente divida en otros estilos como: el expresionismo abstracto (representación conceptual, subjetiva o abstracta de un tema), el pop art (representación de la vida cotidiana de la cultura occidental) y el minimalismo (representación conceptual de un tema a través de la sencillez y la anti-forma). La literatura del postmodernismo es una de las principales precursoras de la revolución sexual, a través de autores como: William S. Burroughs, Vladimir Nabokov, Theodore Sturgeon, Gore Vidal, John Updike y Philip Roth. El cine, la música y la televisión abandonan completamente su intención trasgresora para colocarse como estandartes del consumo y de la cultura popular. La música se desarrolla en diversos géneros contrastantes, introduciendo a sus intérpretes como aclamados iconos musicales que abonan el gusto popular de grupos específicos en el mercado (Ejemplo: The Beatles como un ícono cultural del sex appeal adolescente, de la Invasion británica y la música blue-eyed). En el posmodernismo, la televisión se centra en los formatos de variedades, de ficción fantástica y comedia dedicados al entretenimiento y consumo masivo, definiendo completamente la cultura popular a través de programas como: The Munsters, The Addams Family, I Dream of Jeannie y I Love Lucy. El cine desenvuelve rutas paralelas: el cine experimental (el cine B, el exploitation, el cine camp, el nasty video, el new queer cinema, etc.) y el cine blockbuster (cine diseñado específicamente para brindar entretenimiento) desde los años 1980.

#### Literatura
La literatura modernista se ubica temporalmente entre las últimas dos décadas del siglo XIX y las primeras tres décadas del siglo XX, caracterizada por la interpretación emocional, el individualismo, la profundidad filosófica, la crítica social y la representación moral o psicológica de los personajes. Como precursores del modernismo se encuentran autores y poetas como: Fyodor Dostoyevsky con obras como Crimen y castigo (1866) y Los hermanos Karamazov (1880), Walt Whitman con Hojas de hierba (1855), Charles Baudelaire con Las flores del mal (1857) y August Strindberg con To Damascus (1900).[cita requerida]
En la literatura modernista se identifican exponentes reconocidos como: Franz Kafka con La metamorfosis (1906), Ezra Pound con Ripostes (1912), Andrei Bely con Petersburgo (1913), Guillaume Apollinaire con Alcools (1913), Dorothy Richardson con Pointed Roofs (1915), T. S. Eliot con The Love Song of J. Alfred Prufrock (1916), W. B. Yeats con Wild Swans at Coole (1917), Luigi Pirandello con Six Characters in Search of an Author (1921), F. Scott Fitzgerald con El gran Gatsby (1925) y William Faulkner con El sonido y la furia (1929). Otros artistas pertenecientes al modernismo incluyen: E. B. White, L. Frank Baum, Marianne Moore, William Carlos Williams, H.D., Louis Zukofsky, Basil Bunting, W. H. Auden, Federico García Lorca, Paul Valéry, Anna Akhmatova, Jorge Luis Borges, Lu Xun y Ernest Hemingway.
Las reformas morales sobre el comportamiento sexual humano de principios del siglo XX se promovieron, principalmente, a través de la literatura, fundamentando nuevas actitudes y respuestas morales sobre el adulterio, el amor libre, la masturbación, la prostitución, el cortejo, el sexo premarital, el amor entre diferentes estratos socioeconómicos, la homosexualidad y la bisexualidad. Exponentes y precursores de la revolución sexual fueron: Colette con Claudine en la escuela (1900) y Chéri (1920), André Gide con El inmoralista (1902) y Les Faux-monnayeurs (1925), D. H. Lawrence con Sons and Lovers (1913) y El amante de Lady Chatterley (1928), James Joyce con Retrato del artista adolescente (1916) y Ulysses (1922), Virginia Woolf con Mrs Dalloway (1925), Radclyffe Hall con El pozo de la soledad (1928), Henry Miller con Trópico de Cancer (1934) y Christopher Isherwood con Sally Bowles (1937). En la literatura gay que correspondió a la cultura closet anterior a los disturbios de Stonewall se encuentran novelas como: Querelle de Brest (1946) de Jean Genet, Forbidden Colors (禁色, Kinjiki) (1951) de Yukio Mishima, o Giovanni's Room (1956) de James Baldwin.
La generación beat correspondió a un movimiento contracultural de la literatura posmodernista que se caracterizó completamente por su temática transgresora que incluía temas tabú como el sexo premarital, el incesto, la pedofilia, la homosexualidad, la desobediencia civil, el abuso de sustancias y la prostitución. Este dogma literario definió la contracultura hippie de los años 1960 a través de exponentes como: Allen Ginsberg con el poema Aullido (1956), Jack Kerouac con On the Road (1957) y, notablemente, William S. Burroughs con obras como Yonqui (1953) y El almuerzo desnudo (1959). En el musical, Hair de James Rado y Gerome Ragni se vuelve un icono de la cultura beatnik, la contracultura hippie y un estandarte de las protestas contra la guerra de Vietnam.
En la literatura posmodernista prosperan temáticas regulares como la ficción de explotación a través de novelas que definieron completamente el rumbo de la revolución sexual como: Couples (1968) de John Updike, Myra Breckinridge (1968) de Gore Vidal y Portnoy's Complaint (1969) de Philip Roth. En otro tipo de divulgaciones, el manual Everything You Always Wanted to Know About Sex (But Were Afraid to Ask) (1969) de David Reuben se convierte en uno de los primeros manuales sexuales que entran dentro de la divulgación popular.[cita requerida]

##### Pulp,comicsyexploitation
El pulp es un formato de encuadernación que predominó durante la primera mitad del siglo XX por su producción barata, también es reconocido como un género literario de consumo popular que predominó entre los años 1900 y los años 1950, género que se caracterizó por su temática fantástica que incluían diversos elementos de la ficción de explotación (inglés: exploitation; género de la ficción que se caracteriza por su contenido lascivo, relacionado con el comportamiento sexual humano, la violencia, el crimen y el consumo de drogas). El Spicy & Saucy es el enfoque de la literatura pulp que se caracteriza por la utilización excesiva de temáticas eróticas.

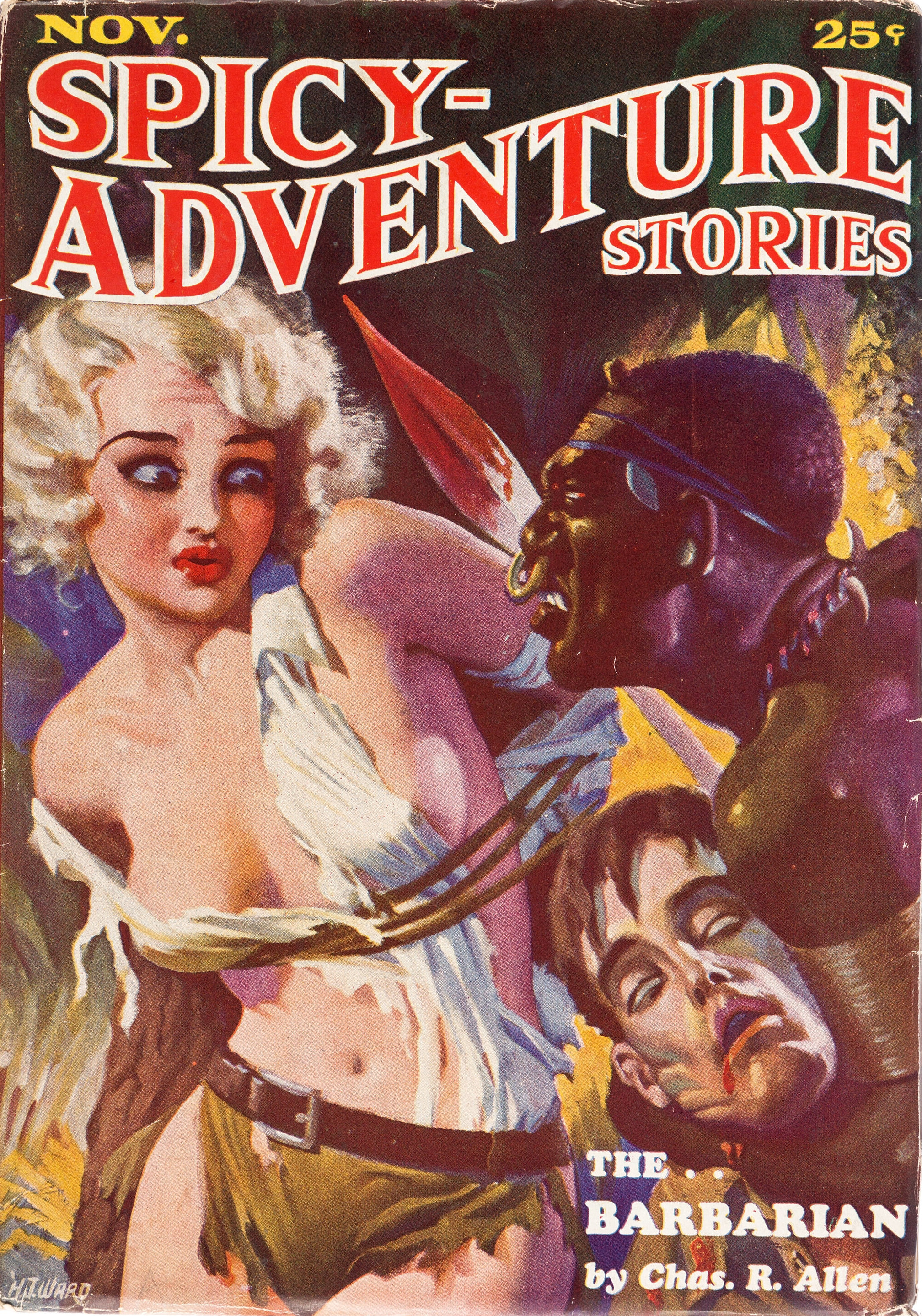
Portada de Spicy-Adventure Stories: The Barbarian (1934).

El pulp surge a partir de los penny dreadfuls y las dime novels que se producían en las últimas décadas del siglo XIX, historias que solían contener una temática Western y Men's Adventure, y que frecuentemente se desarrollaban en contextos relacionados con la Fiebre del oro. En los últimos años del siglo XIX comienzan a aparecer revistas como Argosy, All-Story, Amazing Stories y Planet Stories, que comercializaron historias en formatos baratos, abarcando diversos géneros como el Scientific Romance y el Romance planetario, y autores como H. G. Wells, Julio Verne y Edgar Rice Burroughs.
En los años 1910 se populariza el cómic como un formato de divulgación popular que era publicado distintivamente en periódicos; estos cómics narraban historias fantásticas principalmente enfocadas al público infantil, tal como Little Nemo de Winsor McCay, a diferencia del pulp que estaba plenamente enfocado a un consumo adulto. La técnica del diseño en el cómic influenció la adaptación del pulp a dicho formato, derivando en el diseño de portadas y arte interior con intenciones eróticas y formas pin-up.
En la década de los 30 se popularizan las Tijuana Bibles (Biblias de Tijuana o Dirty comics) como cómics underground propios de la Gran Depresión de los años 1930. Las Tijuana Bibles tenían la particularidad de incluir personajes animados y caricaturas registradas en contextos sexualmente explícitos. En el cómic, aparecen personajes moralmente innovadores como Betty Boop de Fleischer Studios, personaje que representaba una mujer sexualizada de la cultura flapper de los años 1920, razón por la que frecuentemente estaba envuelta en polémicas de censura. En el año de 1923 aparece la editorial Weird Tales, firma especializada en la variante de la ficción de horror conocida como weird fiction, cuyo principal exponente es H. P. Lovecraft. Weird Tales se especializó desde sus inicios en la ficción de horror relacionada con elementos fantásticos como la mitología, el misterio y la sobrenaturalidad. Weird Tales fue, en el auge de la literatura pulp, una de las editoriales más populares y reconocidas por iconos del pulp y la ficción como Cthulhu y Conan the Barbarian. Estas historias eran frecuentemente adicionadas de elementos eróticos como el lesbianismo y el BDSM.
El comic book despega con gran popularidad a partir de los años 1930, convirtiéndose en un formato de destino popular apto para todo tipo de edades por incluir temáticas variadas. En los años 1930 surge el cómic con temática de superhéroes, común en los cómics americanos y notablemente influenciado por la literatura pulp de ciencia ficción. A partir de la década de los 30 aparecen títulos como Flash Gordon (1934) de Alex Raymond, Mandrake the Magician (1934) y The Phantom (1936) de Lee Falk. Este tipo de títulos, no tenían una intención primordialmente erótica, pero se caracterizaron por presentar hombres mesomorfos de gran musculatura que llevaban trajes vistosos ajustados, regularmente acompañados de voluptuosas mujeres que servían como el destino amoroso del personaje principal y como damisela en apuros.[cita requerida] Durante la Segunda Guerra Mundial, con la alta popularidad del arte pin-up, surgen cómics de temática erótica sutil, principalmente enfocados a la identidad emocional y a la búsqueda del amor, tales como Male Call (1943) de Milton Caniff y Katy Keene (1945) de Bill Woggon. Los cómics eróticos de esta época se vuelven populares entre los miembros del ejército de Estados Unidos durante la guerra.
En los años de la revolución sexual predominó la literatura pulp homoerótica, literatura surgida en los últimos años de la década de los 40, cuyas variantes binarias son la literatura pulp gay y la literatura pulp lésbica. Estas historias se caracterizaron por su temática homoerótica en la que intervenían personajes sexualmente atractivos envueltos en situaciones altamente eróticas o violentas. En los años 1960 surge la publicación de cómics gay, por parte de Tom of Finland, cuyos trabajos se caracterizaron por la representación exagerada de hombres hipermasculinos con genitales y nalgas desproporcionadas en actos sexualmente explícitos y situaciones de dominación.
Entre los años 1950 y 1960 aparecen cómics para adultos de temática erótica que incluían diversos temas sociales como el sexo premarital, la prostitución y el homoerotismo en una manera más real y madura, a diferencia de las revistas pulp que mostraban los temas de una manera irreal o sensacionalista; aunque principalmente predominaron cómics fantásticos, futuristas o sobreestilizados de bad girls, cuyo diseño era particularmente enfocado al hombre heterosexual y solía incluir temas como el sexo explícito y el lesbianismo, tal como los cómics de Bill Ward. La introducción de temas sociales relacionados con el sexo predomina entre los años de la revolución sexual durante los 60 y 70, abandonando los convencionalismos sociales de la censura en los medios de difusión popular hasta la década de los 50. Algunos cómics relevantes en la revolución sexual de los años 1960, pertenecientes a esta corriente incluyen: Barbarella (1962) de Jean-Claude Forest, Valentina (1965) de Guido Crepax, Jodelle (1966) de Pierre Bartier y Guy Peellaert, Uranella (1966) de Pier Carpi y Floriano Bozzi y Vampirella (1969) de Forrest J Ackerman.

#### Cine
Se le conoce como Hollywood Pre-Código al periodo cinematográfico entre 1920 y 1934 en el que la producción cinematográfica en Estados Unidos no se regía bajo ningún parámetro de censura en los medios audiovisuales, siendo frecuente la representación de diversas temáticas lascivas como la sexualidad, la violencia y el consumo de drogas. Los años de producción cinematográfica del Pre-code se ven influenciados por la temática de la literatura pulp comercial, popular entre las clases bajas de Estados Unidos en los Felices años veinte. El periodo de producción de cinematografía «obscena» terminó con la aplicación definitiva del Código Hays para regular los parámetros que definieron la producción audiovisual hasta 1967 y que negaban el retrato de cualquier promiscuidad o violencia en las películas.
A partir de los años 1910 surge en Estados Unidos una extraña manera de propaganda social en el cine denominada cautionary (traducido al español como precautorio) que retrataba diversos temas sociales socialmente inaceptados para la época como el mestizaje, la fornicación, la homosexualidad, el crimen, la promiscuidad, el aborto y el consumo de drogas para prevenir a la audiencia de esas situaciones. Las películas gozaban de gran popularidad por su carácter prohibido por lo que se comenzó a explotar el concepto y se convirtieron en uno de los primeros enfoques del cine de explotación. Este género se dedicó principalmente a la difusión de películas para padres de familia, con la aparente intención de mostrar la vida «pecaminosa» que pueden llevar sus hijos si no se les impone disciplina, además de ilustrar de los riegos a los que podía ser susceptible la juventud. Gran parte de los títulos pertenecientes a este género se encuentran actualmente como películas perdidas debido a que se no se encuentran en el archivo cinematográfico general o debido a que sus estudios productores desaparecieron. Las películas conservadas más conocidas en la actualidad que pertenecen a este género son: Marihuana (1936), Reefer Madness (1936), The Lawtown Story (1942), Mom and Dad (1947) y She Shoulda Said No! (1949).

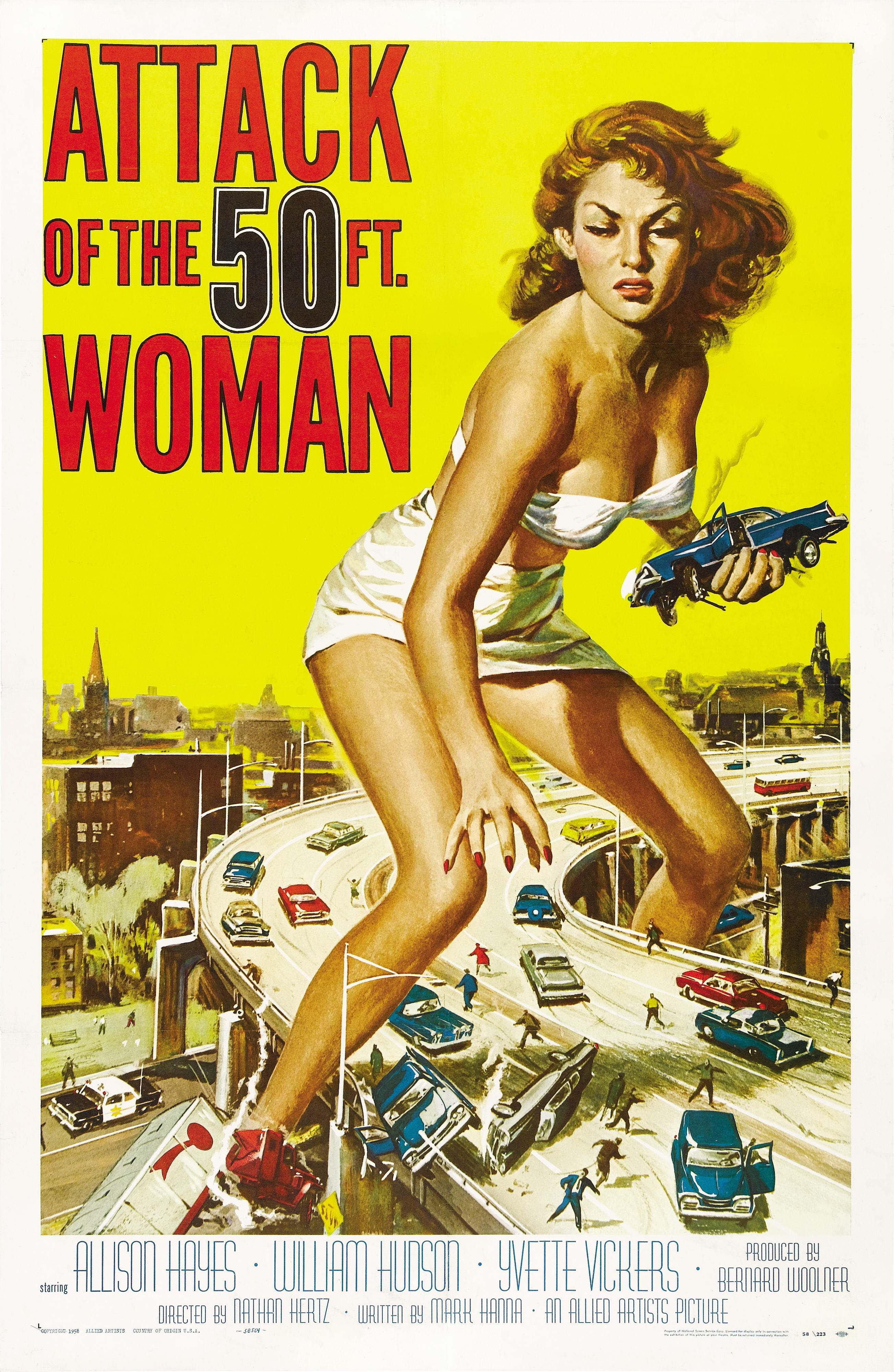
Promocional de Attack of the 50 Foot Woman (1958).

En los años 30 también se desarrolla el cine homoerótico experimental, el cual normalmente contenía alusiones a la sexualidad humana y el erotismo, resaltando algunos aspectos como el sexo explícito, la masturbación, la sodomía, la fornicación y el homoerotismo; algunas películas de culto de estas características incluyen Lot in Sodom (1933) y Fireworks (1947). Sin embargo, la temática LGBT en el cine solo prosperaría con el establecimiento definitivo del cine de explotación en los años 1970 y el new queer cinema en los años 1980.
El periodo del cine clásico de Hollywood fue la época en la que se produjeron gran cantidad de títulos cinematográficos que eran altamente reconocidos por la audiencia y rendían enormes beneficios debido a la generalización y gran popularidad del cine. El periodo del Pre-code comenzaba a ser abandonado debido a los estragos de la Segunda Guerra Mundial, por lo que de nuevo comenzaba a sexualizarse la producción fílmica en películas comerciales, en las que se encuentran algunos títulos de películas como: The Seven Year Itch (1955), La gata sobre el tejado de zinc (1958), Some Like It Hot (1958), Lolita (1962), Scorpio Rising (1963) y The Leather Boys (1964); todos ellos, títulos controvertidos por contener un subtexto relacionado explícitamente con la sexualidad. No será hasta 1967 que se abandona por completo el Código Hays que censuraba la producción cinematográfica y reaparecen diversos géneros del cine de explotación con temas altamente lascivos.
Se le conoce como cine B a aquellas producciones cinematográficas que presentan baja producción debido a la poca inversión económica que se denota en la trama y los efectos especiales. Algunas películas del cine B consideradas como películas de culto incluyen: Bride of the Gorilla (1951), Planeta prohibido (1956), Creature from the Black Lagoon (1954), The Amazing Colossal Man (1957), Invasion of the Saucer Men (1957), Attack of the Crab Monsters (1957), The Blob (1958), Attack of the 50 Foot Woman (1958) y The Little Shop of Horrors (1960). Algunas películas del cine Z son normalmente consideradas como las peores películas de la historia y suelen incluir películas como: Glen or Glenda (1953), Plan 9 from Outer Space (1956) y Santa Claus Conquers the Martians (1964). Este tipo de películas regularmente contenían una estética que hoy es considerada como camp, además de diversos elementos eróticos y, debido a su poca producción, resultaban estéticamente insignificantes o públicamente limitadas (razón por la que son un antecedente relevante en el desarrollo del cine de explotación que predominó en la revolución sexual).

### Segunda Guerra Mundial
En la Primera Guerra Mundial, las mujeres desempeñaron un papel importante en el desarrollo de la guerra a través de asistencia sanitaria y la manufactura, estableciendo sus servicios en el cuidado clínico de heridos de guerra como parte activa en los frentes de guerra (estrategia militar que predicó la asistencia militar a distancia) y como mano de obra en la fabricación de armamentos. Durante la guerra, las mujeres ocuparon los trabajos públicos del gobierno (transportistas, asistentes en el correo y como trabajadoras en las fábricas pertenecientes al gobierno), debido a la gran demanda de militares masculinos. Esta decisión política sirvió como una nueva identidad femenina que permitió a la mujer «sentirse como un miembro civil productivo». Esta asistencia social de la mujer hacia el gobierno influenció la decisión política de la concesión del voto femenino en los años 1910 y los años 1920.

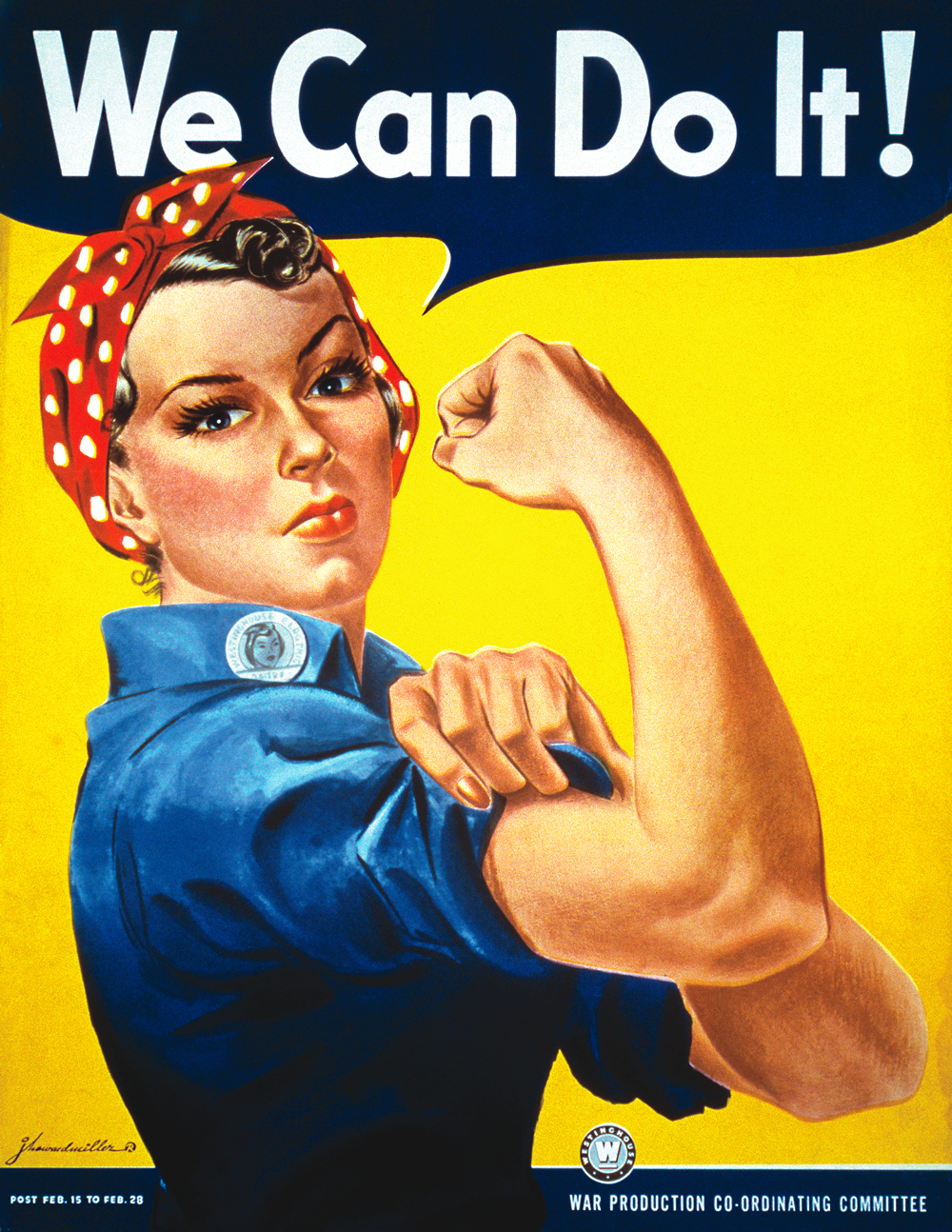
Afiche de Rosie the Riveter de Westinghouse Electric, We Can Do It! por J. Howard Miller (1943).

La Segunda Guerra Mundial permitió una participación mucho más activa que en el conflicto anterior; las mujeres comenzaron a ocupar más puestos directamente relacionados con lo militar, más alejados de los puestos de asistencia del frente de batalla en la Primera Guerra Mundial. En Estados Unidos, las mujeres se incorporaron como auxiliares de transporte aéreo (Air Transport Auxiliary; ATF), como miembros de las fuerzas de asistencia aérea (Women's Auxiliary Air Force; WAAF), como miembros del ejército de salvación (Salvation Army; SA), como miembros de asistencia terrestre (Auxiliary Territorial Service; ATS) y como miembros del servicio militar voluntario (Women's Voluntary Service for Civil Defense; WVSCD). En el desarrollo de la guerra, los puestos que eran regularmente ocupados por mujeres eran variados, ya que podían ser de bajo impacto como: el cuidado clínico de heridos, la enfermería, la cocina, las comunicaciones militares, la asistencia en el estacionamiento aéreo, la recepción, la decodificación, los servicios de ubicación, los servicios de almacén, el espionaje, la asistencia a las tropas y la vigilancia de los campos de concentración; en cambio, había otro tipo de actividades consideradas de alto impacto como: la manufactura de armas, los servicios mecánicos y la operación de ensamblaje aéreo y naval.
En la primera mitad del siglo XX, la homosexualidad y el transgénero (considerado como homosexualidad o como parte de ella) seguían considerándose actos no naturales propios de desórdenes mentales, lo que derivó en diversas teorías de tratamientos alternativos del psicoanálisis que sugerían la cura de la homosexualidad y el transgénero con terapia de choque y terapia de aversión. En Alemania se congregan una serie de grupos sociales que defendían la homosexualidad y abogaban por su derecho a ejercerla durante las últimas décadas del siglo XIX y las primeras décadas del siglo XX en un movimiento filosófico conocido como Primer movimiento homosexual. En la Segunda Guerra Mundial se concentran diversos grupos de odio dentro del Partido Nazi que perseguían y marcaban a los homosexuales con el triángulo rosa. La homosexualidad era objeto de estudio en los experimentos médicos del partido nazi, por lo que se practicaban operaciones médicas arriesgadas en un intento por «curar» la homosexualidad.
Tras la Segunda Guerra Mundial comienzan a aparecer distintas visiones políticas que comenzaron a aceptar parcialmente el transgénero y la homosexualidad en Estados Unidos y el este de Europa, dicho movimiento es conocido como Movimiento homófilo, lo que en años posteriores derivó en juntas para la concesión de derechos civiles a personas homosexuales y transgénero.

#### Prostitución, educación sexual y penicilina

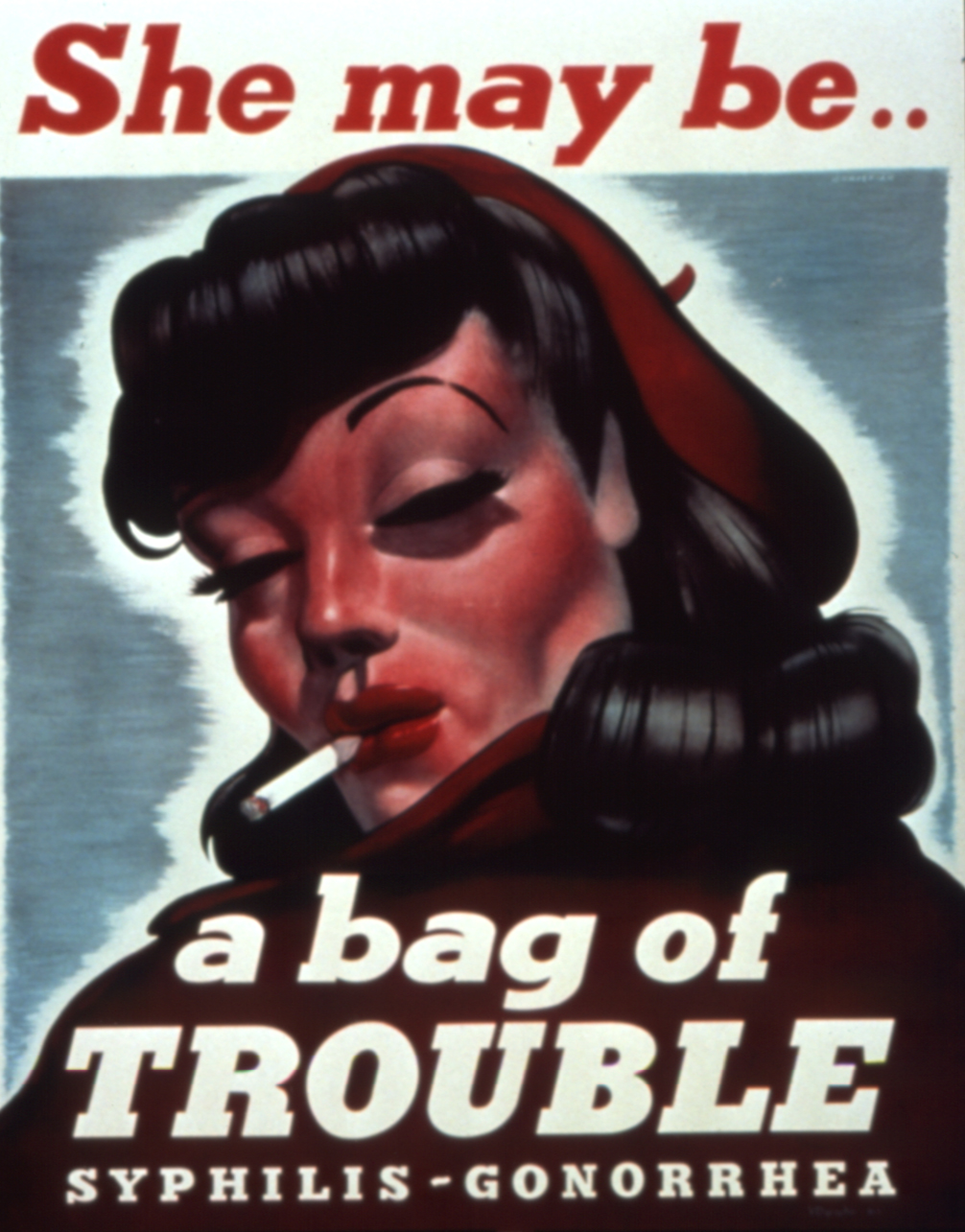
Propaganda estadounidense advirtiendo del contagio de enfermedades venéreas por prostitutas (1940).

Durante la Segunda Guerra Mundial se estableció la prostitución como un mecanismo anti-deserción que procurara una salud emocional y cubriera las necesidades sexuales de los hombres que se encontraban en los puntos de batalla, lo que resultó en el establecimiento de prostíbulos especializados. Los prostíbulos alemanes en la Segunda Guerra Mundial fueron establecimientos específicamente diseñados para los prisioneros políticos que eran reunidos en los campos de concentración para realizar labores forzadas; estos prostíbulos tenían la intención de funcionar como incentivos para aumentar la productividad laboral de los prisioneros, sin embargo, estos eran principalmente frecuentados por oficiales de alto rango debido al esfuerzo físico y al sobreagotamiento que padecían los prisioneros. Las mujeres de confort, en Japón, fueron mujeres obligadas a laborar como prostitutas personales de los miembros del ejército japonés en la Segunda Guerra Mundial.
La sífilis y la gonorrea son enfermedades frecuentes entre los cuerpos militares de diversas naciones involucradas en los conflictos bélicos, lo que derivaba en la ausencia médica o la muerte de los militares. Esta epidemia era atribuida a la poca información sexual que existía entre los militares que frecuentaban los servicios de prostitutas, por lo que se implementaron medidas de reclusión y de propaganda para tratar de reducir la tasa de contagio de enfermedades de transmisión sexual. Esta alerta de salud provocó pánico social que resultó en la inspección médica o esterilización de mujeres para confirmar si presentaban alguna enfermedad venérea, además, permitió la comercialización abierta de pornografía entre las tropas de diversos países como una alternativa segura a la prostitución.
Alexander Fleming es reconocido como el responsable del descubrimiento de la penicilina, sin embargo no es hasta 1941 que se establece como un medicamento oficial debido a la eficacia que registró en la aniquilación de bacterias en experimentos dirigidos por Howard Walter Florey y Ernst Boris Chain. La demostración de la eficacia de la penicilina contra la sífilis no se produjo hasta el año 1943, en medio de la Segunda Guerra Mundial, registrando su máxima popularidad como tratamiento seguro contra este padecimiento alrededor de 1945, cuando la penicilina comienza a ser producida en masa. Según Andrew M. Francis el inicio de la sexualidad moderna asociada a la revolución sexual se originó a mediados y finales de la década de 1950. Aumentaron las prácticas de riesgo tradicionales coincidiendo con el colapso de la epidemia de sífilis que llegó a ser mínima en el año 1957 y venía disminuyendo desde la década de 1940 y principios de la década de 1950. Estos resultados confirmarían la idea de que el descubrimiento y posterior extensión del uso de la penicilina para el tratamiento de la sífilis disminuiría el coste de contraer dicha enfermedad y por lo tanto habría jugado un papel importante en la conformación de la sexualidad moderna o revolución sexual.

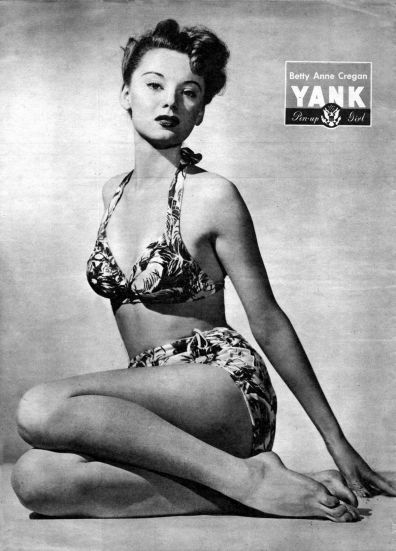
Portada de Yank, the Army Weekly con Betty Anne Cregan (1945).

#### Pornografía
La pornografía en la Segunda Guerra Mundial funcionó como un incentivo emocional para los soldados masculinos heterosexuales que se encontraban en algún tipo de servicio, combate o vigilancia militar. Este tipo de publicaciones eran comerciadas abiertamente entre los cuerpos militares, permitiendo el éxito comercial y la rápida difusión de la pornografía. Ante la epidemia de sífilis y gonorrea entre los cuerpos militares que frecuentaban prostitutas se intensificó la producción y la difusión de la pornografía como una alternativa segura a la prostitución.
El cinematógrafo y las técnicas de filmación registraron un completo mejoramiento a partir de los últimos años de la década de los 30, el avance en la calidad de imagen, el aumento en el promedio de fotogramas tomados en un segundo y el desarrollo de la tecnología technicolor permitieron la comercialización de nuevos formatos cinematográficos. Esta misma popularidad de las cámaras cinematográficas produjo también, la popularidad de los cortometrajes pornográficos, aunque estos ya habían sido desarrollados experimentalmente desde los primeros años de vida del cine en los últimos años del siglo XIX. Este primer tipo de cortometrajes y mediometrajes eran experimentales, de muy baja producción artística y, regularmente, sólo se limitaban al softcore, al sexo vaginal y al sexo oral.[cita requerida]
En la difusión publicitaria y las revistas eróticas se populariza el arte pin-up (fotografía o ilustración de personas, regularmente mujeres, en posiciones sugerentemente eróticas) como una forma menos explícita que la pornografía. Este tipo de arte era un apoyo moral entre los miembros del servicio militar de Estados Unidos, utilizado como un incentivo popular y como una forma publicitaria para motivar el alistamiento de hombres en los cuerpos militares. El arte pin-up fue utilizado como un emblema de buena suerte entre la milicia, utilizado en calendarios, revistas patrocinadas por el gobierno (revistas publicadas por el Ejército de Estados Unidos como Yank, the Army Weekly) y en el nose art (arte colocado en las cubiertas de transportes de uso militar).
Contrario a la difusión abierta del arte pin-up, también se desarrollaron otro tipo de publicaciones que explotaron el semidesnudo como una técnica publicitaria. El beefcake comienza a tomar gran popularidad entre la secreta comunidad homosexual debido a sus portadas de tono erótico que presentaban hombres semi-desnudos realizando actividades atléticas; aunque este tipo de publicaciones enfocadas al deporte y al fitness se dedicaron principalmente al público masculino general, tuvieron una gran popularidad entre el público homosexual de la cultura closet.

### Estudiosqueer
Esta sección únicamente contiene estudios sobre la homosexualidad que fueron postulados en siglo XIX y las primeras décadas del siglo XX, por lo que resultan científicamente insignificantes en el estudio moderno del origen de la orientación sexual.
Richard von Krafft-Ebing clasificó a la homosexualidad en Psychopathia Sexualis (1886) como una neurosis cerebral que se manifestaba como paraesthesia (deseo sexual mal dirigido), es decir, sugirió que la homosexualidad, al igual que otras expresiones sexuales como el sadomasoquismo y la pedofilia, eran manifestaciones mal dirigidas del deseo sexual. Magnus Hirschfeld postuló en Die Transvestiten: eine Untersuchung über den erotischen Verkleidungstrieb (1910) y Die Homosexualität des Mannes und des Weibes (1922) que el comportamiento homosexual se nutría de las incontrolables vivencias psicológicas del individuo, postura que contradecía las teorías vigentes y tradicionales sobre la homosexualidad y su elección voluntaria como una forma de transgresión social. Hirschfeld fue el fundador del Primer movimiento homosexual en Alemania como una protesta política para la descriminalización de la homosexualidad.
Eugen Steinach fue el primer científico en proponer el origen biológico de la homosexualidad, al proponer que la sexualidad y la orientación sexual eran definidas por la secreción testicular, hoy conocida como testosterona. En 1912 realizó implantes testiculares en cobayas hembra y observó que esta transferencia gonádica resultaba en el desarrollo de comportamientos activos en los ejemplares hembra que habían sido implantados con testículos de ejemplares macho. Años más tarde intentó demostrar el origen gonádico de la homosexualidad en humanos, al reproducir un experimento similar; su experimento consistió en el trasplante de los testículos de un hombre homosexual en un hombre heterosexual, en un intento por convertir al hombre heterosexual en homosexual. El experimento de Steinach era improbable debido a la respuesta inmune de ambos pacientes y a la imposibilidad de la homosexualidad como producto orgánico de las gónadas. Ante este experimento, Sigmund Freud aseguró que el trabajo de Steinach fue relevante en las determinaciones orgánicas del homoerotismo. Freud consideraba que el experimento de Steinach era prematuro y que hubiera sido efectivo en alterar la orientación sexual de una persona sólo en casos en que la homosexualidad estuviera fuertemente asociada con características físicas típicas del sexo contrario (debido a que Freud consideraba, únicamente, que la homosexualidad estaba orgánicamente relacionada en casos de intersexualidad; en los demás casos, la homosexualidad estaba relacionada con el desarrollo psicológico).
Los artículos de Freud más relevantes sobre la conducta homosexual fueron publicados en Tres Ensayos Sobre la Teoría de la Sexualidad (1905) y Algunos Mecanismos Neuróticos sobre Celos, Paranoia y Homosexualidad (1922). Freud consideraba que los humanos nacían con una orientación sexual predeterminada en una disposición natural de la orientación sexual bisexual, la cual se unificaba en heterosexualidad u homosexualidad de acuerdo a las asimilaciones psicológicas del objeto sexual en la identidad familiar. La creencia de Freud sobre la bisexualidad inicial se debe a la noción clínica victoriana de que los infantes integraban los dos géneros en su cuerpo debido a la nula manifestación del dimorfismo sexual hasta la etapa de la pubertad. Freud menciona que ciertos casos de homosexualidad se deben a la disforia en la experiencia heterosexual, provocando una inversión de la libido en su objeto sexual.
La homosexualidad femenina según la perspectiva de Freud fue analizada en el ensayo La Psicogénesis de un Caso de Homosexualidad en una Mujer (1920), en donde describe el caso de una mujer joven que es sometida a terapia de reorientación sexual y de psicoanálisis por sus padres, en espera de que alguno de estos métodos la «curara» del lesbianismo. En el ensayo, Freud plasma sus consideraciones de que la homosexualidad no era una enfermedad o un problema neurótico y que la terapia no presenta ningún tipo de resultado exitoso.
En la tradición psicoanalítica de la escuela freudiana (seguidores académicos de las teorías propuestas por Freud) se establece la homosexualidad como un producto de diversos eventos que sufre un individuo en las etapas del desarrollo psicosexual, en donde no ocurre una madurez heterosexual debido a una repercusión en alguna de estas etapas. La escuela freudiana rastrea un origen de la homosexualidad en la etapa fálica y las relaciones edípicas con los progenitores, en el que el individuo se identificará con la identidad parental del género opuesto y adquirirá la preferencia sexual de dicha identidad (Ejemplo: un varón que se identifica con su madre, desarrollará la preferencia androfílica que éste observa en su madre), no logrando así, la madurez heterosexual.

### Informe Kinsey
La homosexualidad era considerada como un desorden poco frecuente en la sociedad hasta los años 1950. A finales de los años 1940 y los primeros años de 1950, Alfred C. Kinsey publica distintos ensayos basados en recopilaciones y encuestas sobre el comportamiento sexual humano en un contexto moderno, distinto de las nociones tradicionales que perpetuaban la moral victoriana conservadora. Los estudios de Kinsey fueron revolucionarios por reconsiderar la frecuencia de los componentes sexuales de la naturaleza humana. En 1948 publica el libro Sexual Behaviour in the Human Male (Comportamiento sexual en el humano masculino), seguido cinco años más tarde por una contraparte llamada Sexual Behaviour in the Human Female (Comportamiento sexual en el humano femenino), todo como una respuesta a los cuestionamientos modernos del comportamiento sexual humano en estudios de la Universidad de Indiana.
El resultado de la investigación de ambos libros es conocido como Informe Kinsey, en él se plasman distintas estadísticas que refieren al comportamiento sexual de una muestra poblacional masculina y una muestra poblacional femenina. La moral condenó dichos resultados por incluir estadísticas que no solían ser consideradas en informes sobre la sexualidad humana, el informe incluía frecuentes reseñas sobre la homosexualidad y la sexualidad adolescente. Los hallazgos referían principalmente a la orientación sexual y los componentes de su determinación psicológica, demostrando la frecuencia de la homosexualidad y la bisexualidad en la sociedad y los deseos o experiencias sexuales homosexuales en la población heterosexual tomando en cuenta supuestamente varias muestras de distintos estratos socioeconómicos, aunque en realidad la mayoría de las encuestas se realizaron a voluntarios presidiarios y prostitutas.
Kinsey reportó en Sexual Behaviour in the Human Male (1948) lo siguiente:
- El 37 % de los hombres reportó haber experimentado un orgasmo homosexual en la posadolescencia.
- El 13 % de los hombres reportó haber sentido deseos homosexuales.
- El 25 % de los hombres reportó haber tenido experiencias homosexuales «no incidentales» (de poca regularidad) en la posadolescencia y la etapa adulta.
- El 18 % de los hombres reportó haber mantenido relaciones homosexuales y heterosexuales en un balance promedio.
- El 10 % de los hombres reportó tener conducta estrictamente homosexual en un periodo mínimo de tres años.
- El 4 % de los hombres manifestó una conducta estrictamente homosexual durante toda su vida, después de la adolescencia.
- El 1.5 % de los hombres fueron clasificados en la categoría «X» para clasificar a la nula respuesta en los espectros de heterosexualidad u homosexualidad (asexualidad). Kinsey reportó los siguientes porcentajes: hombres solteros sin matrimonios anteriores, 3-4 %; hombres en matrimonio, 0 %; hombres con matrimonios anteriores, 1-2 %.

Kinsey reportó en Sexual Behaviour in the Human Female (1953) lo siguiente:
- El 13 % de mujeres reportó haber experimentado un orgasmo homosexual en la posadolescencia.
- El 3 % de las mujeres reportó tener conducta estrictamente homosexual en un periodo mínimo de tres años.
- Kinsey reportó mujeres bajo la categoría «X» para aquellas personas que no clasificaban bajo los espectros de heterosexualidad u homosexualidad. Kinsey reportó lo siguiente: mujeres solteras sin matrimonios anteriores, 14-19 %; mujeres en matrimonio, 1-3 %; Mujeres con matrimonios anteriores, 5-8 %.

### Culturaclosetycamp
Cultura clóset o «en el armario» es un término popular utilizado para definir la cultura del secretismo en el periodo clóset de la historia LGBT, periodo ubicado temporalmente entre la segunda mitad del siglo XIX y el año 1969; dicho periodo comprende la conformación oficial de la identidad popular homosexual en la sociedad victoriana, hasta el año de la revolución sexual en el que ocurrieron los disturbios de Stonewall. Camp es la estética kitsch de la artificialidad, la banalidad y el afeminamiento, atributo clave de la cultura gay y la cultura transgénero en el periodo clóset.

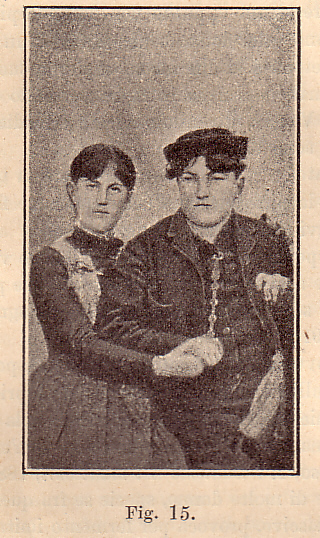
Fotografía de una pareja de lesbianas (c. 1900).

La homosexualidad, la bisexualidad y el transgénero han atravesado distintas perspectivas a través de las eras del desarrollo humano, involucrando en algunas ocasiones la normalidad de la sexualidad humana o la visión discriminatoria de la naturaleza homosexual y transgénero, condenando los actos producidos por tal naturaleza como el sexo anal y el travestismo. En el periodo de las civilizaciones clásicas, la homosexualidad formaba un patrón de comportamiento que no necesariamente traía implicaciones legales, ni el rechazo social, aunque ciertas implicaciones sexuales como el pasivo y el afeminado representaban una forma de rechazo social ya que eran implicaciones únicamente atribuidas a los esclavos. En la Edad Media y el Renacimiento, la homosexualidad se ve reprimida debido a las nociones religiosas sobre ella y su condena moral como acto contra natura, por lo que los actos homosexuales y transgénero eran severamente castigados.
En el siglo XVIII se creía que el afeminamiento era inmoral y antisocial como la masturbación y la sodomía; también era percibido como un atributo de la aristocracia de la época por las excentricidades materiales que rodeaban la vida de la clase acomodada. En el siglo XIX se magnifica la expresión de distintas identidades transgénero asimiladas en el teatro de variedades. Debido a las anteriores aseveraciones estereotipadas comienza a surgir una relación entre la aristocracia, el buen gusto y el afeminamiento; características cristalizadas en el arquetipo del glamur contemporáneo, el dandy. Debido a los cargos legales contra Oscar Wilde en 1895 de sodomía y comportamiento inaceptable por su homosexualidad y su personalidad de dandy afeminado, nace un sentimiento social que comenzó a relacionar el afeminamiento como atributo de la homosexualidad y como atributo en personas que tienen una inclinación artística (comenzando el estereotipo contemporáneo que relaciona el afeminamiento con la homosexualidad y el gusto artístico). Este gusto artístico particular derivó en el arte secretamente homosexual o abiertamente afeminado que promovió la estética camp.
En el siglo XIX la homosexualidad se convierte en una identidad popular más allá de la naturaleza de los actos sexuales, es decir, nace una nueva identidad social entre los grupos populares que se identificaban plenamente con la orientación sexual homosexual o entre los anglosajones, queer. La sodomía y las relaciones entre personas del mismo sexo eran castigadas como ofensas a la moral, ya que contradecían el principio de prudencia y recato de la moral victoriana; los actos homosexuales o el estilo de vida homosexual eran castigados con la reclusión en centros de atención mental, la terapia de reorientación sexual, la terapia neurológica de electrochoques, el exilio, la excomunión, el abandono social y la cárcel. El término homosexual surge en la segunda mitad del siglo XIX, de acuerdo a la aparición de la palabra en un panfleto de 1969 escrito por Karl-Maria Kertbeny.
Las identidades transgénero como el travestismo y el drag florecen como un pretexto del teatro de variedades del siglo XIX para satirizar los roles de género tradicionales, por lo que frecuentemente se incluían en obras de cabaré, pantomima, burlesque o vaudeville. La nula capacidad de pena legal sobre los transgénero que actuaban en espectáculos populares derivó en la creación clandestina de bares que reunían clientela homosexual, establecimientos de operación nocturna que también albergaban centros de prostitución, dance clubs y puntos de venta de alcohol. En la cultura secreta se desarrolló una estrecha relación entre la homosexualidad y el transgénero a partir de la frecuencia en la presentación de espectáculos transformistas y drag shows en este tipo de lugares underground, ya que ambos eran grupos sociales marginados por la expresión de su sexualidad y se llegó a la conclusión popular que ambas dimensiones sexuales podían ser catalogadas en un mismo grupo alejado de la categoría hombre y mujer (se asumía que los homosexuales masculinos presentaban una psique femenina en un cuerpo masculino, mientras que los homosexuales femeninos presentaban una psique masculina en un cuerpo femenino).
En el siglo XX la sociedad homosexual vivía en secreto, frecuentando lugares underground especializados en reunir a la clientela homosexual, o simplemente reunir clientela segregada socialmente (afroamericanos, prostitutas, etcétera), ubicándose en cabarés, casas de baño, dance clubs, jazz clubs y speakeasies. Esta misma cultura permitió el desarrollo de códigos de comportamiento, argot y claves específicas en la indumentaria que permitieron la dirigida identificación de personas homosexuales o transgénero. En la década de los 20, la subcultura bohemia y el garçonne establecieron nuevas ideologías sobre los roles de género que definían a la mujer, esto se plasmó en los principios de los estudios queer y la primera ola del feminismo.
Durante la Segunda Guerra Mundial se vivió un ambiente general de homosocialidad con hombres en los puntos de batalla y mujeres en el servicio económico de los frentes de batalla, este ambiente representó una etapa importante en la cultura clóset y la formación de la comunidad LGBT como una identidad social y política. Al final de la Segunda Guerra, en Estados Unidos, la retirada militar permitió el asentamiento de los homosexuales en las concentraciones urbanas de la costa como Nueva York y San Francisco. La rápida movilización militar en las Guerras Mundiales no permitió la previa investigación de la homosexualidad en sus miembros, debido a que la necesidad era apresurada y todo tipo de servicio patriótico era bien recibido. Es en conflictos ubicados en la revolución sexual y el terror nuclear que esta política comienza a cambiar, autorizándose el rechazo militar oficial de homosexuales y transgénero en diversos países debido a que el comportamiento homosexual era impropio de la disciplina militar o debido a que se sostenía la creencia de que la homosexualidad era contagiosa o un comportamiento socialista de la cultura beatnik que pretendía debilitar la integridad del sistema político de diversos países capitalistas (razón que derivó en la persecución de homosexuales en la década de los 60, argumentando, entre otras cosas, que eran focos de infección de enfermedades venéreas que contagiaban a los servidores militares de la nación o a que eran personas relacionadas con el espionaje). La difusión popular de estas teorías se concentró en el inicio de la Guerra Fría y el pánico anticomunista de Estados Unidos en los años 1940 y 1950. Joseph McCarthy, senador republicano de Estados Unidos y la figura pública con mayor relación a las tensiones de la Guerra Fría y la subversión comunista, fue reconocido por sus injustificadas acusaciones de emboscada política por parte de infiltrados homosexuales, los cuales, según su teoría macarthista, pretendían debilitar el plan anticomunista de Estados Unidos.
El matrimonio heterosexual se convierte, en la cultura clóset, en un ideal de presión social para los homosexuales como medio para dejar de ser perseguidos o rechazados socialmente.

### Estudios de Masters y Johnson
Los Estudios de Masters y Johnson son las investigaciones hechas por William H. Masters y Virginia E. Johnson sobre los mecanismos de respuesta sexual humana, la psicología sexual y el disgnóstico y tratamiento de disfunciones sexuales. Estos estudios se realizaron entre los años 1950 y los años 1990. Los estudios iniciales de Masters y Johnson, relevantes en el inicio de la revolución sexual, se ubicaron entre 1957 y 1966.
Basados en los estudios de sexología anteriormente publicados por Alfred Kinsey, Masters y Johnson realizaron diversas investigaciones de observación directa en un laboratorio de análisis, contrario a los estudios de Kinsey que se basaron principalmente en la investigación demográfica a través de entrevistas personales. Sus trabajos iniciales de investigación, entre 1957 y 1965, fueron publicados en Human Sexual Response (1966). Esta compilación de estudios de sexología incluye el análisis de la recurrencia sexual, las prácticas sexuales y la orientación sexual de distintas muestras poblacionales pertenecientes a distintos estratos socioeconómicos y categorías de edad, incluyendo el análisis de la sexualidad de adolescentes, la sexualidad durante el matrimonio y los hábitos de masturbación de la población general.
El ciclo de respuesta sexual fue definido en Human Sexual Response (1966), a través de cuatro fases principales: la fase de excitación (excitación inicial), la fase meseta (excitación completa), la fase orgasmo (fase en la que ocurre el orgasmo) y fase de resolución (fase posterior al orgasmo). Masters y Johnson también definieron otros fenómenos sexuales como el periodo rafractario post-eyaculativo (periodo del ciclo de respuesta sexual masculina en el que son imposibles los orgasmos adicionales después de la eyaculación). Otros fenómenos orgánicos estudiados por Masters y Johnson fueron los padecimientos y respuestas sexuales características que son catalogadas bajo disfunciones sexuales, tales como la pérdida de respuesta sexual con la edad, la eyaculación precoz, la disfunción eréctil, el vaginismo y el desorden de deseo sexual hipoactivo; a este tipo de disfunciones, Masters y Johnson, establecieron nuevos métodos psicoanalíticos para su tratamiento.

## Reforma

### Amor libre

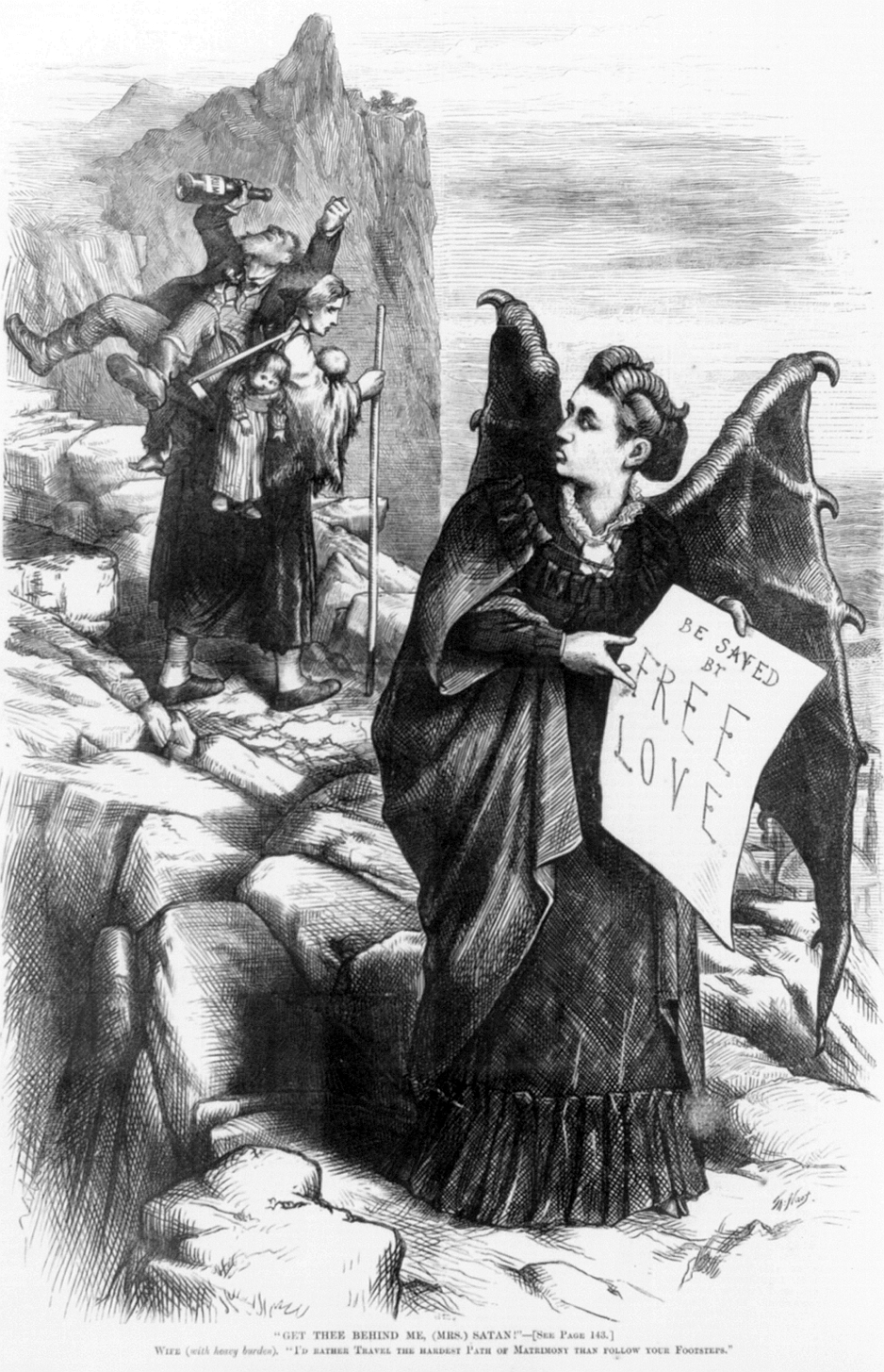
Get thee behind me, (Mrs.) Satan! (1872) caricatura de Thomas Nast: Esposa cargando a sus hijos y a su esposo ebrio, declarando a Mrs. Satan (Victoria Woodhull) que prefiere la difícil vida matrimonial al amor libre.

A pesar de que la visión del amor libre ha existido desde siglos anteriores al siglo XX, es en la segunda mitad de éste cuando adquiere gran popularidad. La visión del amor libre es producto de la libertad matrimonial que sugerían algunos filósofos del siglo XIX como John Humphrey Noyes (quien acuñó el término). John Humphrey consideraba al matrimonio como una institución creada por el hombre para ejercer dominio sobre la mujer. La filosofía del amor libre es expuesta también por Josiah Warren, quien consideraba a la sexualidad como una clara expresión de la individualidad humana. El amor libre representa uno de los objetivos concentrados en la segunda ola del feminismo como una medida social a favor de la libertad sexual de la mujer sobre la libertad matrimonial y el control de la natalidad, postura propuesta por personajes del sufragismo como Victoria Woodhull. El anarquismo individualista apoyaba plenamente la práctica del amor libre, considerando al matrimonio como un tipo de esclavitud sexual, como una institución social que deriva en la sumisión de la pareja y la restricción de las libertades reproductivas; Moses Harman, quien publicó el periódico Lucifer the Lightbearer (1883-1907), sostenía ampliamente la visión del amor libre como una idea anarquista individualista.
En el siglo XX el amor libre se convierte en un ideal feminista que supondría la libertad sexual. Algunas activistas como Dorothy Day apoyaban plenamente la idea del amor libre, la anticoncepción y la emancipación de la mujer. Durante las primeras décadas del siglo XX se expande la filosofía anarquista que apoyaba el amor libre en Estados Unidos en escenarios como Greenwich Village, Nueva York donde el pensamiento anarquista del amor libre era representado por distintas personalidades como: Edna St. Vincent Millay, Max Eastman, Crystal Eastman, Floyd Dell, Mabel Dodge Luhan, Neith Boyce, Edward Carpenter, Havelock Ellis y Emma Goldman.
En la segunda mitad del siglo XX, personalidades como Hugh Hefner popularizaron el estilo de vida playboy ligado a la noción del amor libre y el poliamor. En los años de la guerra de Vietnam y el movimiento hippie, el amor libre surge como una cultura relacionada con el anarquismo y la libertad sexual, caracterizada por ser una corriente contracultural que rechazaba los parámetros de la sexualidad tradicional. La «sexualidad alternativa» llegó a representar la filosofía de algunos movimientos juveniles como en el año 1967 en el Verano del Amor con el eslogan Haz el amor, no la guerra. Los nuevos parámetros sexuales del movimiento hippie de la década de 1960 llevaron a diversas filosofías y prácticas sexuales que involucraban el sexo premarital, el sexo espiritual y el poliamor, prácticas consideradas producto de la promiscuidad de la nueva generación juvenil.
En los años 1980, con la proliferación del sida, la conducta sexual del movimiento del amor libre iniciada en la década de 1960 cesó, pero dejó diversas reformas sociales que impactaron en distintos aspectos legales. Algunas de las reformas traídas por la revolución sexual del amor libre fueron la libertad sexual, la legislación sobre el aborto, el control de la natalidad, la homosexualidad y el transgénero. En otros aspectos relacionados con las nociones convencionales del rol de género, la virginidad y la castidad dejaron de representar un componente del ideal de feminidad.

### Control natal o anticoncepción
El control natal es un concepto que refiere al conjunto de métodos o técnicas utilizadas para prevenir un embarazo. Suponen una autonomía radical en el ejercicio de la sexualidad por su efectividad y, cuando la anticoncepción se generaliza se hace accesible a la mayoría de la población una modificación, no suficientemente evaluada, en los índices de natalidad. En la era victoriana ya se conocían métodos anticonceptivos sencillos de barrera como el capuchón cervical y el velo uterino, los cuales eran efectivos y fabricados con caucho vulcanizado, el cual resultaba sencillo de procesar y barato para su venta. La popularidad de dichos métodos anticonceptivos sobre el método del ritmo supuso una primera baja poblacional en la segunda mitad del siglo XIX.
Durante la Guerra de Secesión (1861–1865) en Estados Unidos se populariza el consumo de pornografía, lo que llevó a la conformación de diversos grupos de respuesta social que la consideraban como lasciva y perjudicial para la moral, dichos grupos y sus ideologías llevaron a la culminación de las Leyes de Comstock (Leyes formuladas para prevenir la comercialización de material erótico que también negaban la expansión educacional del control natal y los dispositivos de anticoncepción).

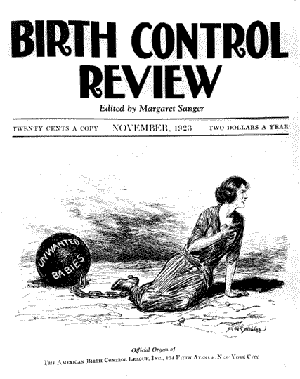
Portada de Birth Control Review (1923).

La corriente filosófica del feminismo a finales del siglo XIX ideaba una emancipación total de la mujer de sus funciones reproductivas, buscando una autonomía corporal de la mujer para concebir. En estas corrientes filosóficas aparecen grupos culturales denominados Movimientos del Control Natal, los cuales eran conformados por anarquistas, neomalthusianistas y feministas que buscaban la libertad reproductiva como una elección propia de la mujer o de la pareja. La visión feminista sostenía la libertad sexual sin la necesaria implicación de la procreación, es decir, la mujer y su pareja podrían disfrutar de las relaciones sexuales sin la necesidad de involucrar la concepción de un hijo -separación sexualidad y reproducción-; tal razón sobre la «elección propia de la mujer para concebir» ha conformado gran parte de las políticas feministas sobre la sexualidad y su ejercicio. La cultura flapper cristalizó las políticas que planteó el movimiento feminista perteneciente a la primera ola, marcando a mujeres liberales de la sociedad moderna que defendían su derecho a la libertad sexual.
En el siglo XX se logra la fabricación de métodos más baratos y prácticos como el condón masculino de látex en el año 1916, el cual tuvo gran popularidad entre la sociedad estadounidense de los años 1930. Dicha popularidad fue lograda debido a la dimisión de las Ley de Comstock en el año de 1936, tal motivo también influyó en la introducción de otros métodos anticonceptivos como el diafragma en los últimos años de la década de los 30. Entre los años 1960 y 1970 se amplía el uso de los anticonceptivos orales como una mejora a los métodos de barrera utilizados en décadas anteriores, ya que ofrecían mayor practicidad y comodidad que métodos anticonceptivos anteriores como el diafragma.
En la segunda mitad del siglo XX en países como Estados Unidos e Inglaterra se readmitió el uso de anticonceptivos como un derecho constitucional de la intimidad matrimonial sobre la decisión procreativa. Algunas otras legislaciones como en Irlanda se vieron sujetas a la ideología religiosa que se oponía a los métodos anticonceptivos hasta las últimas décadas del siglo XX.
Los anticonceptivos, en especial los anticonceptivos orales, ganan popularidad en los años 1960 y los años 1970 debido a la corriente feminista que defendía los derechos reproductivos de la mujer y su elección voluntaria para concebir. Es en la década de 1980, con la pandemia de VIH que azotó a numerosos países, cuando la demanda de anticonceptivos aumenta la popularidad del condón debido a su efectividad como método de barrera frente al virus. Pero también se confirma una falta de educación sexual sobre la forma de contagio de las enfermedades de transmisión sexual, estando muy generalizada la creencia errónea de que el VIH afectaba solamente a homosexuales y bisexuales que practicaban el bareback.

#### Aborto inducido
La legalización del aborto constituye una aplicación de los derechos reproductivos de la mujer sobre el control de la natalidad en el que se extrae el embrión o feto antes de la conclusión del embarazo. En diversas legislaciones sobre el aborto se determina el rango temporal en el que puede ocurrir la inducción del aborto sin implicaciones legales. El aborto suele ser controvertido debido a la filosofía de diversos grupos sociales en contra del aborto debido a la noción de que el producto tiene derecho a la vida, magnificado por diversas visiones religiosas que defienden el derecho a la vida del producto y que sostienen la existencia de vida desde el momento de la fecundación, además de estipular las relaciones sexuales con la intención procreativa. Las diversas vistas para consideración de este tema incluyen el contexto en el que el producto fue concebido, la libertad anticonceptiva de la madre o la pareja, las posturas religiosas y la moral de la sociedad que podrían condenar el acto.
La práctica del aborto inducido ha existido desde hace varios siglos, originándose entre periodos clásicos de Grecia, Egipto y Roma con el descubrimiento de agentes naturales abortivos. En el siglo XIX, la moral solía condenar este acto debido a la influencia de la noción religiosa tradicional que defendía el designio divino y el derecho de vivir del embrión o feto. El aborto era practicado en la Segunda Guerra Mundial con propósitos eugénicos (mejoras genéticas raciales) para prevenir nacimientos de productos con alguna deficiencia o padecimiento hereditario. La segunda ola del feminismo pretendió la libertad de los derechos reproductivos de la mujer durante la segunda mitad del siglo XX, entre los que se consideraba el aborto. La legislación sobre el aborto se establece finalmente en la segunda mitad del siglo XX, aceptándolo, pero restringiéndolo bajo diversos condicionales del temporal y tiempo que ha trascurrido desde la fecundación.

### Liberación LGBT

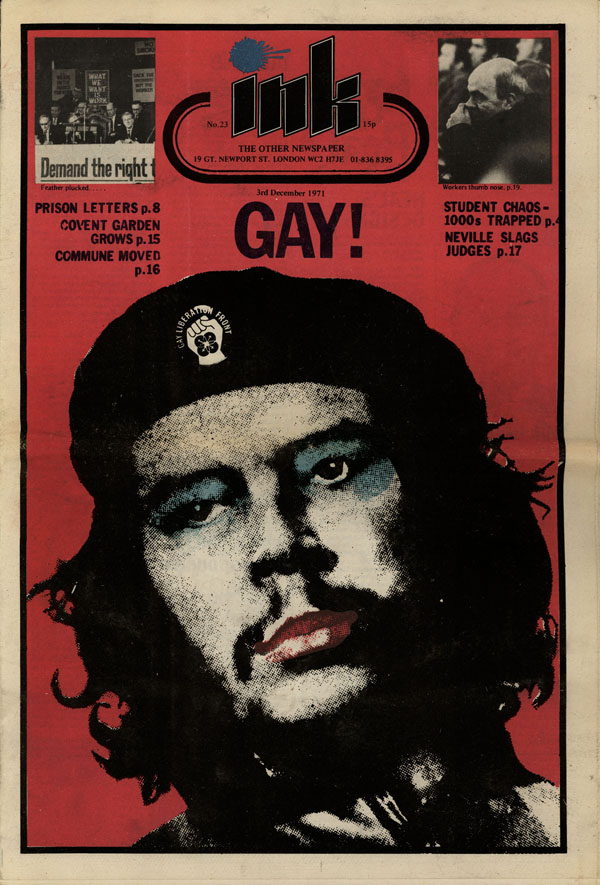
Portada de la revista del Gay Liberation Front Ink (1971).

Después de la Segunda Guerra Mundial, la ideología posmoderna se concentró en la liberación social y la cultura de la transgresión, cultura que se identificaba ampliamente con los ideales del socialismo y la equidad social. Ante las rivalidades y tensiones entre el bloques económicos, el terror nuclear y el inicio de la Guerra Fría, se asimiló que toda conducta socialista representaba un problema político para la estructura política del capitalismo, asegurando que el fundamento principal de dicha conducta era debilitar el sistema. La cultura beatnik, la contracultura hippie, el movimiento feminista perteneciente a la segunda ola, los movimientos estudiantiles en los 60s y el naciente movimiento de liberación LGBT, fueron sometidos a persecución política entre los años 1950 y los años 1960.
El movimiento homófilo posterior a la Segunda Guerra Mundial representó la introducción de la «voz homosexual» al panorama político, a través de un movimiento que pretendió reflejar la identidad popular de la homosexualidad y eliminar las nociones tradicionales que se tenían de ésta como la innaturalidad y la promiscuidad. El desconocimiento de la demografía homosexual permaneció hasta la publicación de los estudios de Alfred Kinsey en 1948 y 1953, publicación que reflejó el desconocimiento de la sociedad sobre la demografía homosexual, ya que contradijo las nociones que se concebían anteriormente sobre ésta, nociones que aseguraban que la homosexualidad era una estadística poblacional extremadamente rara. Ante este desconocimiento social, la comunidad LGBT comienza a difundir publicaciones gay-friendly en la década de los 60s, publicaciones que pretendían acostumbrar a la sociedad sobre la presencia y permanencia de la homosexualidad como parte natural de la diversidad sexual, todo ello bajo el lema We Are Here. En esta corriente, surgen publicaciones populares de la gay agenda como la revista The Advocate en 1967.
La persecución política de homosexuales en la década de los 60s se cristalizó en los enfrentamientos entre grupos de LGBT contra la policía en los Disturbios de la cafetería Compton's en 1966 y los Disturbios de Stonewall en 1969, tales enfrentamientos derivaron en el cambio de la mentalidad colectiva sobre la legislación de la homosexualidad. En años posteriores se crearon grupos activistas como el Frente de Liberación Gay y el Gay Activists Alliance, además de estipularse el Día Internacional del Orgullo LGBT para conmemorar a las víctimas de los disturbios de Stonewall. La contracultura hippie con su estandarte de libertad sexual y Amor libre aceptaron de una manera positiva la diversidad sexual en cualquiera de sus manifestaciones, representando la introducción positiva de la homosexualidad, la bisexualidad y el transgénero a la vida social. En 1973 la American Psychiatric Association dejó de considerar a la homosexualidad como un desorden mental.

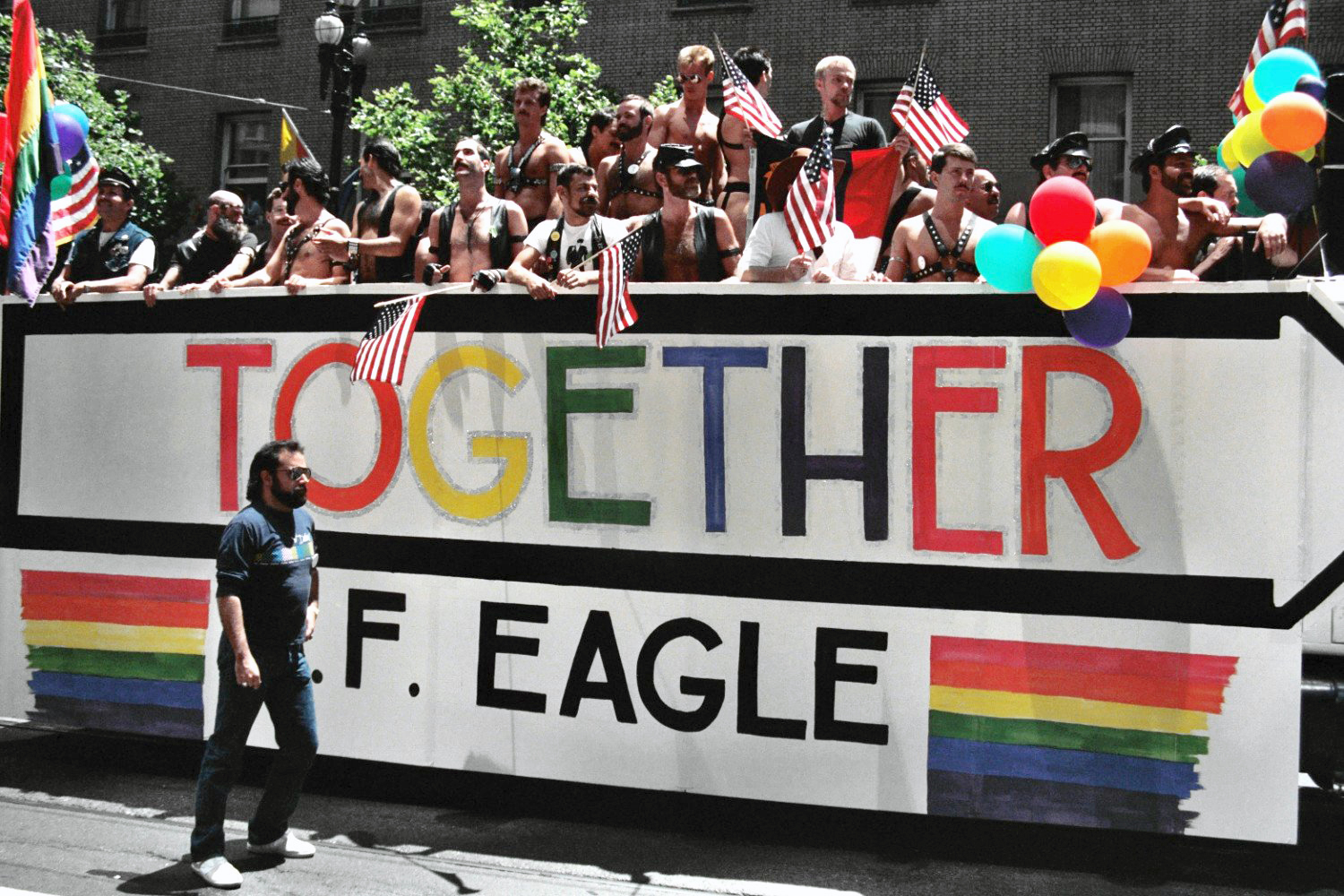
San Francisco: LGBT Pride (1986).

En los años 1970, la homosexualidad era abierta, pero políticamente ignorada. Las expresiones LGBT se limitaban culturalmente al cine independiente del gaysploitation, el dykesploitation y el transploitation, géneros cinematográficos que basaban su atractivo en elementos altamente lascivos relacionados con el desnudo y el sexo explícito, introduciendo en la sociedad general, nociones erróneas de la sexualidad LGBT que percibían la promiscuidad y la hipersexualidad como atributos de una persona homosexual o transgénero. La estética glam, la estética peacock y la cultura pride permitieron el desarrollo de la cultura homosexual y transgénero a través de la libre expresión de la moda, manifestándose a través eventos culturales como el Pride Parade y a través de íconos culturales del neo-camp.
En la década de 1980, la historia LGBT se definió completamente con la afectación global del brote pandémico del sida. Este brote contagioso implicó la teoría popular que su aparición se debió a la promiscuidad de los hombres homosexuales (teoría popular claramente influenciada por las nociones sociales retroconstructivas que formó el cine gaysploitation en la década de 1970, al definir la cultura sexual homosexual con la promiscuidad y la hipersexualidad). La Era del SIDA denotó una cultura educativa que dirigió la educación sexual a la reproducción, y no a la prevención de enfermedades. Esta crisis de salud también se ve influenciada por la poca popularidad del condón de látex como un método anticonceptivo, debido a la noción popular de que dicho dispositivo inhibía sensorialmente el placer sexual del sexo penetrativo natural, además de la alergia al látex que presentaban algunos usuarios de dichos dispositivos. La epidemia del VIH provocó un cambió en los hábitos sexuales de la población mundial para prevenir las enfermedades de transmisión sexual.

### Feminismo
El feminismo tiene distintas etapas que lo clasifican según la corriente ideológica que persigue, dentro de la revolución sexual aparecen dos corrientes filosóficas denominadas segunda ola del feminismo y tercera ola del feminismo. La segunda ola del feminismo aparece en la segunda mitad del siglo XX y se extiende de los años 1950 a los años 1990. La tercera ola del feminismo surge entre los años 1990 y se extiende hasta la actualidad. La segunda ola del feminismo tuvo su escenario de desarrollo junto con la revolución sexual de la segunda mitad del siglo XX, persiguiendo los mismos ideales arraigados de la primera ola del feminismo que exigían la libertad laboral, la garantía legal de sufragio, la libertad matrimonial, la libertad reproductiva y una modificación en la noción tradicional de la feminidad.

#### Segunda ola del feminismo

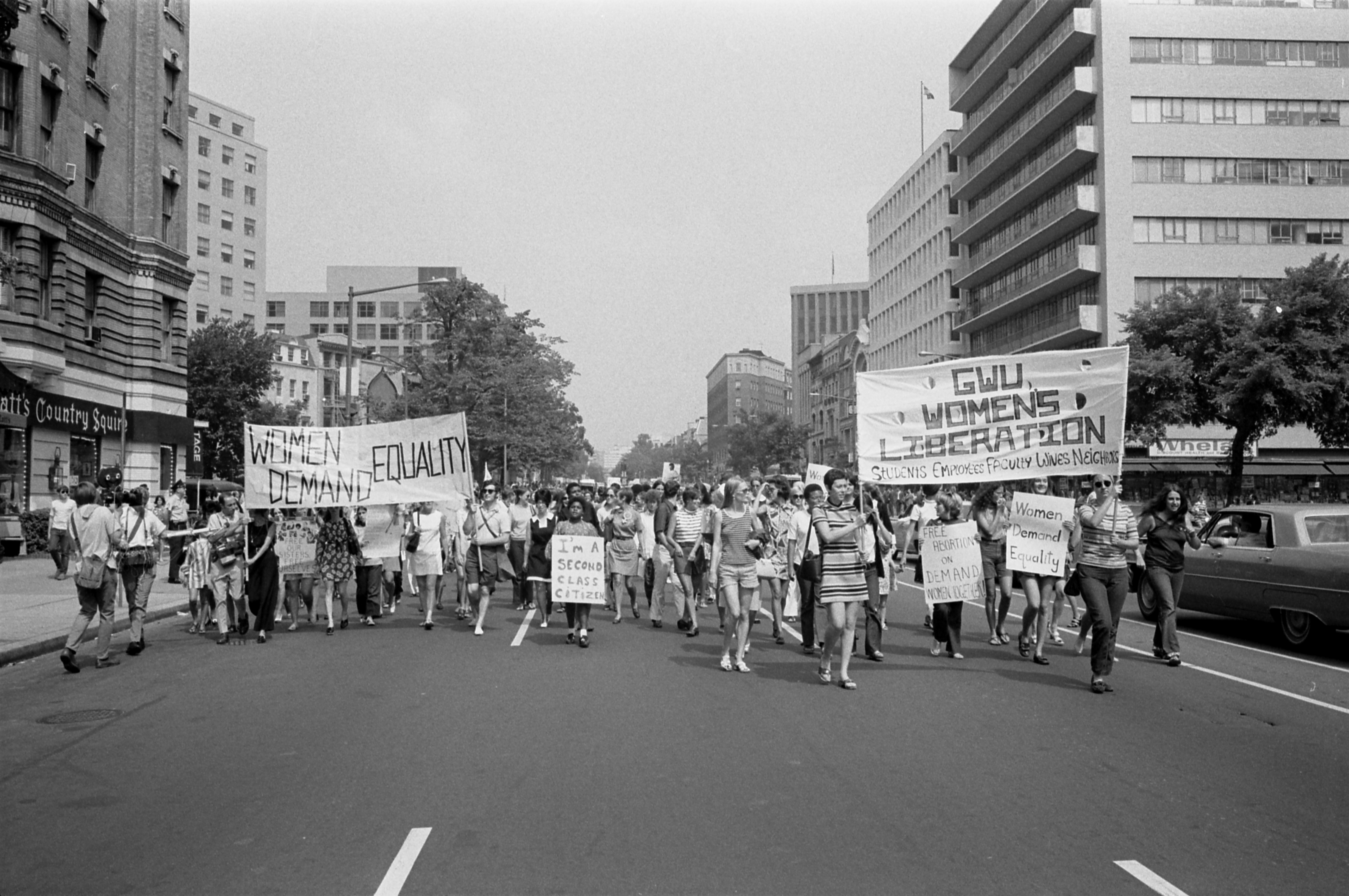
Marcha de liberación de la mujer en Washington, 1970.

La segunda ola del feminismo fue una de las etapas de la corriente filosófica feminista que se ubicó temporalmente en la segunda mitad del siglo XX y que perduró hasta los años 1990. La segunda etapa del feminismo se caracterizó por buscar nuevas reformas sociales sobre los derechos de la mujer que se obtuvieron en la primera ola del movimiento feminista. La segunda ola del movimiento feminista buscaba reformas sociales que implicaban la autonomía de la mujer sobre su sexualidad, el cambio de la noción tradicional de la mujer entregada al matrimonio y al hogar, y la controvertida reforma de los derechos reproductivos de la mujer.
Después de la Segunda Guerra Mundial, la aparente libertad laboral y económica que había logrado la mujer al participar en el frente de batalla, desaparece debido a la reconstrucción social de la guerra; la mujer continuó con el papel que había tenido anterior a la guerra, el de ama de casa. A partir de la década de 1950, durante la Guerra Fría, los pensamientos socialistas comienzan a ser perseguidos bajo la teoría de que pretendían debilitar el sistema político capitalista, afectando a grupos de liberación social, grupos LGBT y grupos feministas.
La segunda ola del feminismo se inicia con las posturas filosóficas sobre distintas reformas sociales en el libro Le Deuxième Sexe (El Segundo Sexo) de Simone de Beauvoir, publicado en 1949, pero traducido al inglés en el año 1953. El movimiento se ve enlazado en sus inicios por la venta en el mercado de novedosos anticonceptivos orales que ofrecieron a la mujer un ejercicio autónomo sobre su capacidad procreadora. La segunda ola del movimiento feminista se ve principalmente marcada por la publicación de libros críticos para la conciencia moral y política sobre los derechos civiles de la mujer, entre los que figuran publicaciones como: Sex and the Single Girl (1961) de Helen Gurley Brown, The Feminine Mystique (1963) de Betty Friedan, Sexual Politics (1970) de Kate Millett y The Female Eunuch (1970) de Germaine Greer.
En la década de 1960, la contracultura hippie permitió el desarrollo de la igualdad de género y la inclusión de la mujer en nuevos roles sociales ajenos al de ama de casa y madre. Esta perspectiva, produjo un cambio positivo en la libertad sexual, eliminando a la castidad y el recato como ideales de la mujer. Como consecuencia de la movilización militar, principalmente masculina, de la guerra de Vietnam, la esposa estadounidense se desempeñó como líder familiar monoparental, lo que acostumbró a la sociedad a la presencia laboral de la mujer, aunque esta presencia se caracterizó por las irregularidades económicas y la injusticia laboral.[cita requerida]
La segunda ola del feminismo se ve radicalmente afectada por el acceso fácil a los anticonceptivos en la segunda mitad del siglo XX, además de la explotación del sexismo como objeto de estudio, lo que derivó en diversas reformas políticas que modificaron la legislación sobre los derechos de la mujer. En algunos países la mujer podía ejercer el sufragio junto a otros nuevos derechos, por ellos los derechos de la mujer y su presencia en la política directa o indirectamente se hace cada vez más frecuente y es uno de los asuntos importantes en las propuestas de los diferentes partidos o presidentes en las campañas electorales. Así ocurrió durante la campaña a la candidatura presidencial de John F. Kennedy en 1961. En la segunda ola del feminismo se logran diversas reformas civiles, principalmente aquellas que conciernen a los derechos laborales de la mujer y la maternidad, además de la aparición de la National Organization for Women en el año 1966.[cita requerida]
A finales de la década de 1960 se intensifica el movimiento por los derechos civiles en Estados Unidos a través del orgullo racial conocido como Black Power. En el año 1968, Coretta Scott King asume el liderazgo del Movimiento pro Derechos Civiles de las Mujeres Afroamericanas tras la muerte de su marido Martin Luther King.

#### Tercera ola del feminismo
La tercera ola del feminismo se desarrolla en la década de 1990 y se caracteriza principalmente por la aparición de grupos de feminismo alternativo, principalmente enfocados a temas de impacto social como la sociedad, la religión, la nacionalidad, la sexualidad y el entorno de la mujer. Se difunden más las corrientes derivadas del feminismo como el ecofeminismo, el feminismo lésbico y el transfeminismo. Gran parte de las visiones políticas de la tercera ola del feminismo se construyen de los resultados de las guerras feministas por el sexo que determinaron distintas posturas de la mujer en temas de impacto social como la pornografía y la prostitución.

### Sexualización de los medios

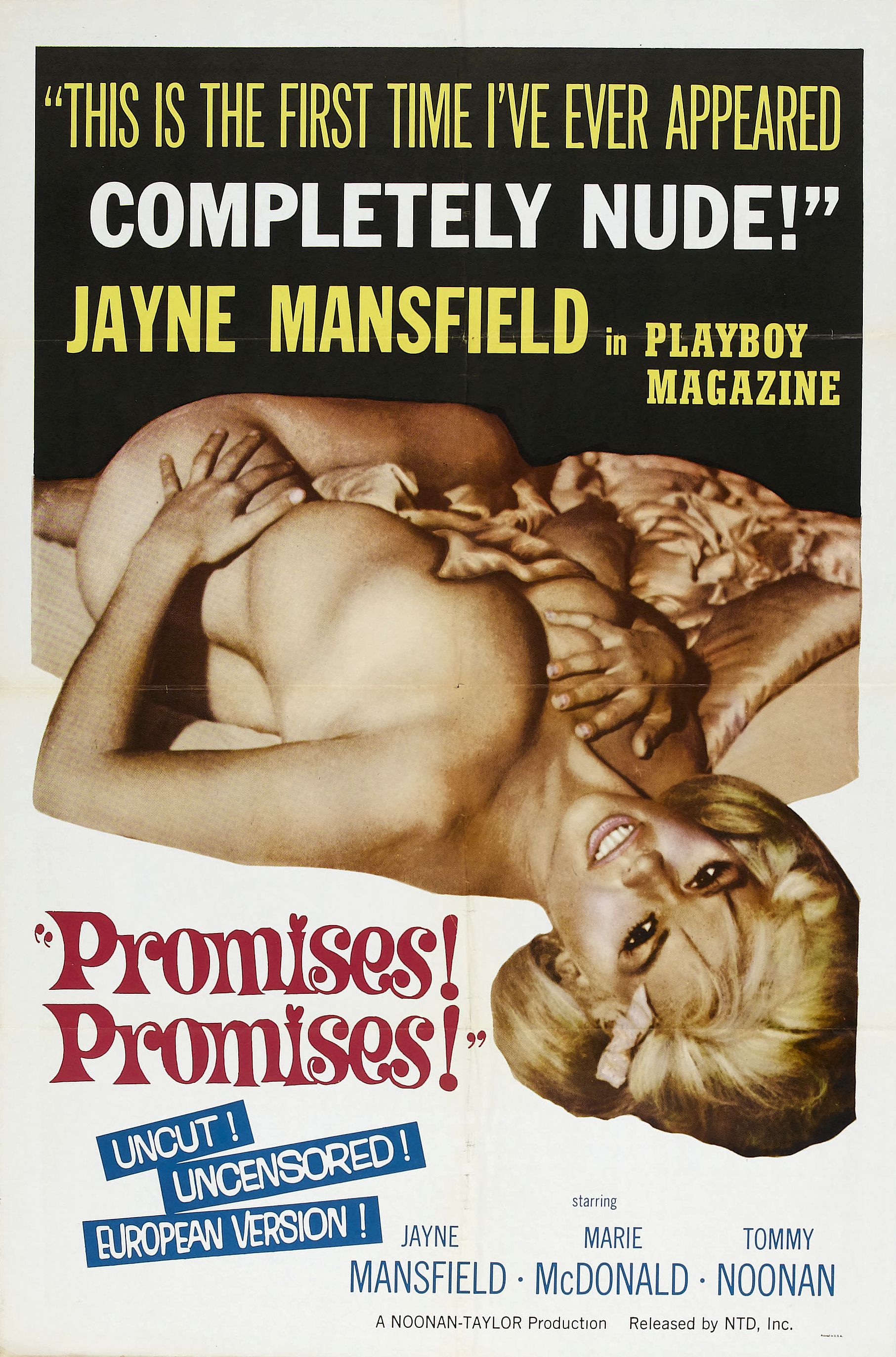
Promocional de Promises! Promises! (1963).

Se entiende por sexualización de los medios a cualquier representación gráfica de sexo explícito y escenarios lascivos en los medios de consumo masivo (televisión, cine y literatura). La relación entre revolución sexual y la sexualización de los medios tiene lugar en los primeros años del siglo XX. La ficción de explotación es una temática común en diversos medios que evoca la representación de temáticas relacionadas con lo lascivo como la sexualidad humana, la violencia, el crimen, el asesinato y el consumo de drogas.
La ficción de explotación aparece como un elemento literario de la literatura pulp de principios del siglo XX, exponiendo temáticas relacionadas con la violencia y el sexo. La literatura pulp gozaba de gran popularidad debido a su formato de fácil fabricación y debido a su contenido, además de su simplicidad literaria apta para cualquier tipo de población. La literatura pulp era frecuentemente complementada con imágenes que representaban la obra en forma de historieta, exponiendo dibujos insinuantes de hombres y mujeres en desnudo parcial, posiciones eróticas o arte pin-up que aseguraban el éxito mercantil de la literatura pulp. La literatura pulp continuó con su popularidad hasta la década de 1970. En los años 1920 aparecieron publicaciones populares altamente explícitas como las biblias de Tijuana, las cuales mostraban personajes animados patentados dentro de escenarios eróticos y sexualmente explícitos.
La sexualización de la cinematografía toma un papel importante entre los años 1930 con la producción de películas cautionary, las cuales aparecen como películas educacionales que incluían temas moralmente inaceptados para la época como: el sexo, el consumo de drogas, el aborto, el mestizaje, las relaciones interraciales, las relaciones prematrimoniales, la delincuencia, el consumo de alcohol, la prostitución, la infidelidad, la violencia y la homosexualidad. Su difusión fue permitida debido a que no existieron parámetros de censura en la producción audiovisual, hasta los años 1930 con la estipulación del Código Hays que regulaba lo que era permitido en la difusión audiovisual. Otra razón que permitió su difusión era que alegaban ser educativas, esperando ser tomadas como una referencia a lo que no estaba permitido hacer dentro de la sociedad. Este género magnificaba los problemas moralmente inaceptables que se presentaban en la sociedad, presentándolos de una manera lasciva que gustaba a la audiencia por su carácter «prohibido», lo que derivaba en un gran éxito financiero.
La era del Código Hays prohibió todo tipo de insinuación sexual como la representación de una pareja matrimonial en una misma cama o la representación de besos entre los personajes. El código comienza a ser abandonado en los años 1960, lo que provocó el surgimiento del cine de explotación, el cual basaba su atractivo estético en los elementos de la ficción de explotación. La sexualidad se ve acentuada principalmente en géneros del cine de explotación como el sexploitation y otros enfoques cinematográficos como el cine camp, el cual mostraba distintas temáticas relacionadas con la homosexualidad y el transgénero.
La sexualización de los contenidos televisivos toma gran popularidad en la década de los 90, dedicándose a presentar escenarios insinuantes sobre la sexualidad humana, y se vuelve un elemento común las representaciones de las relaciones sexuales con secuencias eróticas o «escenas de cama». En la década de 1990 se comienza a explotar la homosexualidad como tema complementario en las series de televisión.

### Normalización de la pornografía

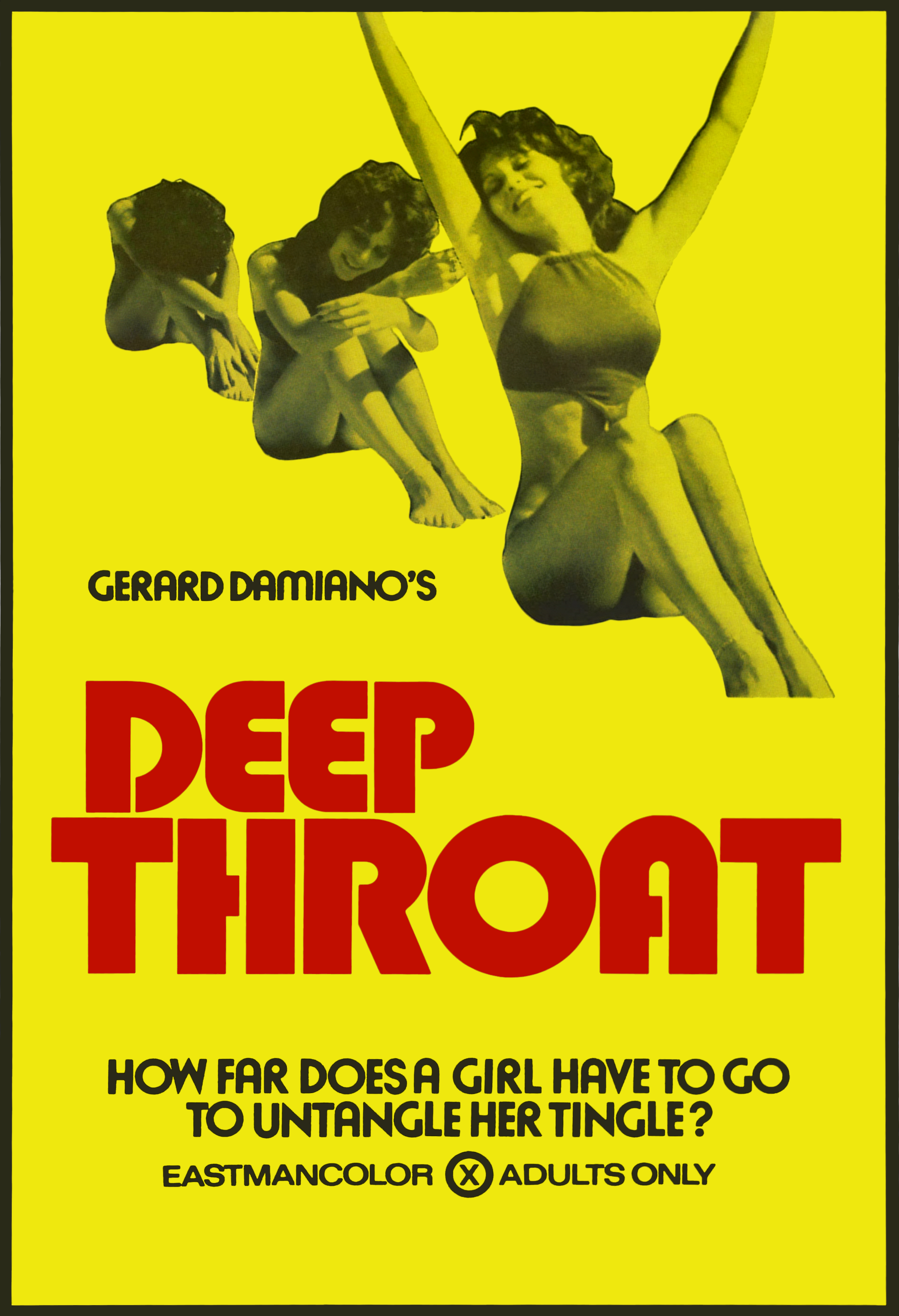
Promocional de Deep Throat (1972).

Los orígenes de la pornografía son muy lejanos de la época contemporánea, pero ésta cobra gran relevancia por la ideología de la revolución sexual que tuvo un boom en la década de 1970. El término «normalización de la pornografía» hace referencia a la introducción de la erótica como un medio de consumo masivo abierto en el mercado, contrario a siglos anteriores en los que la pornografía solía ser consumida bajo ciertas restricciones o de una manera completamente ilegal o moralmente condenada. La normalización de la pornografía contribuyó a la institución de erotismo en los medios masivos y a la popularidad de establecimientos como sex shops, denotando principalmente una cultura acostumbrada a la sexualidad humana.
A partir de la década de 1970 comienza la etapa de la normalización de la pornografía, suceso que precedió a la cinematografía lasciva del sexploitation de esa misma década. El sexploitation (también reconocido en otras manifestaciones cinematográficas o versiones nacionales como: el Pornochanchada el Pinku Eiga o el Cine de ficheras) es un género del cine que se caracteriza principalmente por la presentación de historias generalmente absurdas o sencillas que son marcadas por constantes imágenes de desnudo parcial o total que suelen incluir diversas referencias eróticas o el sexo explícito. El sexploitation, contrario a la pornografía tradicional, se realizaba con una perspectiva transgresora, dedicada a la difusión como material principalmente artística, además de contar con mayor cantidad de fondos que la pornografía tradicional. La pornografía en video tuvo gran popularidad en la década de 1970, éxito que se asimila principalmente en la difusión masiva de la película Deep Throat (1972) como una guía completamente sexual para parejas heterosexuales que deseaban intentar el sexo oral.
En los primeros años de la década de 1970, las revistas Playboy, Penthouse y Hustler registraron ventas masivas debido a su contenido y a su normalización. En el año 1972 se publica el libro The Joy of Sex por Alex Comfort que incluía variedad de posiciones sexuales y formas no penetrativas del sexo, el cual se convirtió rápidamente en un best-seller de la década. Entre otros aspectos, se populariza la difusión de la fotografía glamour (técnica fotográfica que incluye el desnudo parcial o total de personas en posiciones eróticas) como una técnica en el marketing de lencería, volviéndose altamente populares los catálogos de lencería como una forma improvisada de pornografía softcore. Las revistas beefcake se vuelven altamente populares en la década de los 60 entre el público masculino homosexual, debido a la depicción de masculinos en desnudo parcial con una temática deportiva o atlética que resultaba «ocultamente homosexual», a pesar de que el consumo diana de este producto fuesen hombres heteronormativos aficionados al deporte general.

### Familia
En la era victoriana el cuidado infantil era completamente atribuido a la entidad materna como una actividad adicional a las labores domésticas. En el reinado de Victoria I surge un tipo de pensamiento colectivo que colocaba a los neonatos como parte de un culto que propició el comercio de la juguetería y la venta de accesorios diseñados para bebés entre los años 1860 hasta la actualidad. Las familias de estratos socioeconómicos altos se permitían invertir grandes cantidades de dinero en accesorios diseñados para bebés y distintas decoraciones que ambientaban el entorno del infante. En los estratos socioeconómicos medios la crianza infantil era tradicional y completamente apegada a la cesión de conocimientos de generaciones anteriores que plasmaban el orden y la disciplina en las partes de las rutinas para la crianza infantil.
La crianza infantil es naturalmente materna debido a la predeterminación evolutiva de la maduración corporal prolongada que se rastrea en la bipedación del homo habilis. En el siglo XIX, la crianza infantil era aún normalmente una tarea propia de la mujer adulta en la familia, quien procuraba las necesidades del infante como la alimentación, la educación y el vestido, ya que la identidad paterna era regularmente la autoridad de respeto en el núcleo familiar, encargada del sustento económico familiar. Hasta la década de 1950, la crianza infantil era una labor completamente materna marcada por la determinación del orden y la disciplina social en las primeras etapas de vida del infante, el cual se nutría de horarios, rutinas y cierto distanciamiento emocional en la interacción con el niño. Este modelo es ampliamente reconocido en los métodos de crianza infantil postulados por Truby King.
En el año 1948, Benjamin Spock publica el libro The Common Sense Book of Baby and Child Care, el cual sugería la existencia de un modelo de crianza infantil predeterminado en la naturaleza de la madre, mostrándola como una identidad emocionalmente cercana y necesaria para el correcto desarrollo del infante. Este modelo de crianza infantil, contrario a otros modelos anteriores, postuló la posibilidad de la relación emocional con ambas identidades parentales, no solo la materna. Este modelo fue revolucionario y continúa con una gran popularidad desde la década de los 60. Esta posibilidad de convivencia familiar planteada por Spock resultó en familias emocionalmente cercanas a sus hijos en donde ya ambos padres procuraban las necesidades de los infantes.
Debido a la magnificación militar en el siglo XX durante la Primera Guerra Mundial y la Segunda Guerra Mundial, muchos hombres eran alistados en el ejército de combate, resultando en una reducción poblacional de las familias nucleares formadas por ambas identidades parentales. Este estado de viudez propició la crianza infantil a cargo de mujeres después de la Segunda Guerra Mundial. Con la dispersión ideológica de la sexualidad libre, el divorcio y la modificación tradicional de la familia, la monoparentalidad se vuelve regular en la sociedad desde los años 1990, no solo por eventos bélicos, sino también por decisiones personales de la madre. Este modelo familiar resultó altamente productivo debido a la proliferación del feminismo laboral que permitió el autónomo sustento de las «madres solteras» en la década de 1960 y posteriores. La monoparentalidad femenina también resultó en la sustentabilidad de estancias infantiles en la década de 1960.
Con el establecimiento popular de la fecundación in vitro y la reproducción asistida en la década de 1980, surge la idea general de la homoparentalidad. El amplio reconocimiento del matrimonio entre personas del mismo sexo resultó, también, en la modificación de la noción convencional sobre el núcleo familiar formado por una pareja heterosexual tradicional. La reforma sociopolítica de la homoparentalidad se ve ampliamente modificada en la actualidad debido al reconocimiento de la correcta funcionalidad del ambiente homoparental como ambiente propicio para el desarrollo y crianza de menores, al igual que el ambiente de crianza heterosexual; además de la estipulación psicológica que presenta una postura neutra al sugerir que la homoparentalidad no deriva en problemas psicológicos para los infantes, además de no ser relevante en la determinación de la orientación sexual del individuo.

### Planificación familiar
La planificación familiar refiere al conjunto de servicios que se disponen a los individuos para planear (anticipar o retener) la concepción natal de otro individuo. Algunos de estos servicios de control natal incluyen la educación sexual, el tratamiento de enfermedades de transmisión sexual, la consulta pre-parto, la retención de la natalidad, la esterilización reproductiva y el manejo de la infertilidad. La planificación familiar entiende el estudio educacional que comprende los aspectos médicos y sociales que permiten a los individuos determinar libremente el número de hijos que desean tener, además de elegir los propósitos con los que los hijos fueron logrados. La planificación familiar también supone ciertas características contextuales que prevén el desarrollo integral del infante, tal como la capacidad paternal de crianza y la economía familiar.[cita requerida]
La reproducción asistida es un concepto moderno que refiere a los procesos de concepción reproductiva en respuesta a la infertilidad, como una forma de reproducción alternativa. Suele utilizarse en caso de infertilidad, incapacidad gestacional u homoparentalidad, aunque pueden existir otros motivos. La reproducción asistida entiende una variedad de procesos como la inseminación artificial, el proceso de fecundación in vitro y la maternidad subrogada para la concepción biológica de un individuo. El avance más significativo en las técnicas de reproducción asistida es la fecundación in vitro, la cual tiene su origen histórico con el nacimiento de Louise Brown en el año 1978.